# ロードス島戦記
『ロードス島戦記』（ロードスとうせんき、英語: Record of Lodoss War）は、安田均（原案）・水野良（著）による日本のライトノベル。
1986年からグループSNEによるテーブルトークRPG（TRPG）『Dungeons & Dragons』の誌上リプレイとしてパソコン雑誌『コンプティーク』に掲載された。出渕裕が描いたエルフをはじめとするイラストが人気を集めたこともあって、連載が進むに従い世界観やストーリー及びキャラクターへの人気が高まり、キャラクターを替えて第3部まで続く好評企画となった。
1988年、リプレイのDMである水野良による小説が角川文庫（1989年以降は角川スニーカー文庫）から刊行されて以降、多岐にわたるメディアミックス作品が発売されている。1991年にOVAにてアニメ化、翌1992年にハドソンより家庭用ゲームソフトも発売。1998年にはテレビ東京からテレビアニメシリーズが放送された。
リプレイや小説の他にもコミック、コンピューターゲームなど様々な媒体で発表され、2013年には『ロードス島戦記生誕25周年』を記念して、豪華単行本が発行された。小説は角川スニーカー文庫の名を世に広める立役者となり、ライトノベルからはじまるメディアミックスの草分けとなった。
なお舞台となる「ロードス島」と同名の島（ラテン文字表記ではRódos）がエーゲ海に実在するが、本作品との関連性はない。
前日譚に『ロードス島伝説』、続編に『新ロードス島戦記』があり、2019年8月1日には更なる続編『ロードス島戦記 誓約の宝冠』が発行された。

## 概要
「呪われた島」ロードスを舞台に、英雄たちの興亡と冒険を描いたファンタジー物語である。
作品として最初に公表されたものは、1986年にパソコン雑誌『コンプティーク』に掲載されたテーブルトークRPG（TRPG）の紹介記事である。このグループSNEによる『Dungeons & Dragons』の誌上リプレイは、連載が進むに従い世界観やストーリー及びキャラクターへの人気が高まり、結果連載はキャラクターを替えて第3部まで続く好評企画となった。もともとロードス島とはグループSNEが『D&D』に限らずさまざまなテーブルトークRPGでキャンペーン・ゲームをするために用意した舞台で、オリジナルルールのほか、『ルーンクエスト』や『ドラゴンクエスト』でプレイされたこともあった。
リプレイ第1部と第2部は『Dungeons & Dragons』を使用していたが、版権上の問題が発生したため、第3部からはグループSNEオリジナルのTRPGルールによってプレイされている。この関係上、第1部と第2部の連載は単行本化されておらず、後にオリジナルルールで再プレイしたものがリプレイ本として発売されている。
リプレイの「DM（第3部ではGM）」であった水野良は1988年、このリプレイを基にした小説第1作『灰色の魔女』を刊行。以降、本シリーズと『ロードス島伝説』及び『新ロードス島戦記』を合わせた小説シリーズの累計部数は2005年10月時点で1000万部を突破している。
その後コンピューターゲームやアニメーションでも発表され、多くのメディアでファンに親しまれる作品となっている。また後に、背景世界であるフォーセリアを舞台にした『ソード・ワールドRPG』などの数々の派生作品も展開されている。
日本国産ファンタジー作品として一定の成功を収め、またブームを一過性のものに終わらせず固定したファン層も確保し、その地位を不動のものにした。また、このジャンルの作品としてはほぼ初の（テーブルトークRPGを元にした作品としては間違いなく初の）大規模なメディアミックス展開を実施し、一定の成果を上げた作品となり、メディアミックス作品を含めて英語やフランス語、中国語などにも翻訳される。2008年にはアニマックスのアニメソングイベントで同作品のOP曲を歌って受賞した外国人も現れている。本作の魅力の一つであるビジュアル面は、出渕裕が担当した。出渕の誤解によりディードリットに採用されたエルフの「ロバのような長い耳」の描写は本シリーズの人気と相まって、日本のファンタジー作品における「エルフと言えば、長い耳」というイメージが定着した。水野も小説シリーズの中で「風切羽のような耳」という表現を用いている。

## あらすじ
暗黒皇帝ベルドに率いられたマーモ帝国軍と、至高神ファリスを奉じる神聖王国ヴァリスを中心とする国々との戦い（英雄戦争）を背景として進む。
アラニア王国出身の若き戦士パーンは、亡き父と同じ騎士になる夢を求めて5人の仲間と共に冒険の旅に出た。その途中、英雄戦争の狭間で暗躍する「灰色の魔女」カーラの陰謀の一環であるフィアンナ姫誘拐事件に巻き込まれるも、フィアンナ姫の救出に成功し、自らの進むべき道を求めヴァリス王国に向かう。
そしてマーモ帝国とヴァリス王国の緊張が高まる中、カーラの思想がロードス島の平和と相容れないものであると悟ったパーンらは、六英雄の一人である大賢者ウォートに助力を求め、遂にカーラの居場所を突き止め魔女に挑む。

## ロードス諸国

### アラニア
首都アラン、王城はストーン・ウェブ。ロードス島北東部に位置する。建国から400年以上と現存するロードス国家中では最古の歴史を誇り、千年王国（ミレニアム）と称せられる大国。
北西部でヴァリスとフレイム、南部でカノンと国境を接し、北部にマーファ大神殿やドワーフの「鉄の王国」がある。南西部国境には、近年まで通行不可能だった「帰らずの森」が広がっている。
精強な鉄網騎士団を擁し、更に騎士団以上と噂されるレンジャーで構成された遊撃隊と銀蹄騎士団と呼ばれる魔法戦士隊（魔法戦士はアラニア独自の特別な騎士。モスでいう所の竜騎士のようなもの）の二大部隊を有する軍事大国でもある。
ロードス島唯一の魔術師ギルドである「賢者の学院」があり、安定した国情を背景に古くから古代語魔法の研究が盛んであったが、英雄戦争時の混乱の中、学院から破門されたのを逆恨みしたバグナードの報復によって滅ぼされてしまった。
魔神戦争では神出鬼没の魔神に対して無為無策に終始し、逆に民衆を守るためにマーファ神官を中核に自然発生した自衛団と感情的に対立、大国ならではの腐敗の深刻さを露呈した。
英雄戦争時では当初旧カノン国境を閉鎖して対マーモ包囲網の一角を担い、ノービス伯アモスンを援軍としてヴァリスに派遣した（ノービスはアラニア第二の都市、北西部の中心でヴァリス・フレイム方面への交通の要衝）。しかし国王カドモス七世の実弟・ラスター公爵がマーモに唆されて野心に目覚め、兄王を暗殺したことで状況は急変。王都を中心に南部を支配して国王を僭称するラスターと、急遽ヴァリスからノービスへ戻ったアモスンの間で泥沼の後継者争いが勃発したことで英雄戦争どころではなくなり、長きにわたる内戦状態となる。
英雄戦争が一応の結末を迎えた後もアラニアでは内戦が続き、パーンの出身地ザクソン村を中心とする北部地域では両勢力から距離を置いた半独立的な自治組織が形成された。この自治運動には、この頃「北の賢者」と呼ばれるようになっていたスレインや、セシルなどスレインの弟子たちが関与していた。
邪神戦争時には、ラスターがアモスンを討ったことで内戦に勝利し、一旦は国内を統一した。しかしアモスンの遺児・ロベスがフレイムへ亡命し、自らを大義名分とするアラニア侵攻をフレイム国王カシューに要請した。カシューもアラニア経由での旧カノン領およびマーモ侵攻を目指したため利害が一致し、アラニアとフレイムの全面戦争が勃発した。長年内戦が続いていたアラニア軍は練度が高く、大規模な戦いが10年ほど絶えていたフレイム軍に大きな打撃を与えたが、フレーベ、ウォートという英雄たちがフレイム軍に加勢したこともあってアラニア軍は敗北。ラスターは国王殺しの罪で処刑され、ロベスII世が即位した。
国家への帰属意識が薄れていたザクソン自治領も、もともとアラニア貴族の血筋であったセシルが叙爵し、ザクソン伯爵領として併合された。しかし後にセシルは王都アランで不可解な死を遂げ、以降50年以上に亘ってザクソンを始めとする北部アラニアは新領主を拒否し、再び完全な自治状態になる。

#### 歴代アラニア王
- 建国王 カドモスI世
- （数代不明）
- カドモスVII世
- （僭王ラスター）
- ロベスII世

### ヴァリス
王都ロイド。至高神ファリスを奉じる神聖王国で、国民の大半がファリス信者である。南部でカノン、東部でアラニア、北部でフレイム、西部でモスに接しており、文字通りロードス島の中心に位置している強国。
君主制ではあるが世襲は否定し、代々の国王は聖騎士団から選ばれることが慣例となっており、選出する際も過去に王を輩出していない血統が好まれる。「正義と秩序」の名の下に聖騎士団とファリス教団による果断な（ある意味では独善的な）政策を取ることが多い。魔神戦争時には当時のワーレン王が狂気と病に倒れ、後継者が決まらない王不在という異常事態であり、ついに聖騎士団もファリス教団も有効な対策を取り得なかった。魔神戦争後は「六英雄」の一人で、聖騎士団を抜けて単独で「百の勇者」に加わった「白き騎士」ファーンが即位した。
英雄戦争では「英雄王」ファーンを戴き、対マーモ連合の盟主として「暗黒皇帝」ベルドのロードス島統一の前に立ちはだかる。最終決戦で辛くも勝利するが、ファーン王の戦死をはじめ国が傾くほどの大打撃を蒙った。
その後を継いだエト王は、例外的に神官出身であるため「神官王」と呼ばれ、その治世下で国力の回復と旧領奪還に専念する。邪神戦争にも参戦したが、往年の国力にはまだ及ばず、また穏健なエト王の性格もあって、フレイム主導の戦いに加勢する形となる。
宿敵であるロードス最大の勢力ファラリス教団との戦いとなったマーモ島での最終決戦では、暗黒神降臨などの苛烈な反撃に遭い、聖騎士団の2/3と民兵の半数を失う大きな被害を受ける。また、最高司祭ショーデルによる暗黒神降臨の場に居合わせて石化を免れたのは、ファリスの強い加護に守られたエト王ただ一人であった。
終末戦争後にエト王は退位して聖職に専念し、代わってウィントンが国王に即位した。

#### 歴代ヴァリス王
- 建国王 アスナーム
- （数代不明）
- ワーレンI世
- （1代不明）
- ファーン
- エト
- ウィントン

### フレイム
首都ブレード、王城はアーク・ロード。英雄戦争の4年前にロードス島北部の砂漠地帯に建国された新興国。古代魔法王国時代から長年に渡って「風の部族」と「炎の部族」の二大遊牧民が対立を続けていた一帯で、フレイム王国は風の部族の支持を受けた傭兵出身のカシューが建国した。
英雄戦争には隣国ヴァリスからの要請に応じて参戦し、両雄の一騎討ちのあと勝ち残ったベルドをカシュー王が討ち果たすなど活躍を示した。その後は敵対していた炎の部族を取り込み国内を統一、更にカノンやヴァリスからの難民流入で混乱していた南部の都市国家ローランやマーニーを吸収し、急速に国内の社会基盤を強化していった。また肥沃な未開地「火竜の狩猟場」への入植に成功し、マーモ帝国のロードス本島侵攻以降、統治能力が低下していた自由貿易都市ライデンを保護下に加え、戦乱で疲弊した他国から強国として認知されるに至る。
しかも国土の大半を占めていた砂漠地帯は「炎の魔神事件」で精霊力が正常化したため徐々にかつての肥沃な土壌に戻りつつあり、難民入植地「火竜の狩猟場」の発展と合わせて国力の向上は尚も続いている。一方で砂漠の緑化が進むにつれ、水害が多発するようになり、治水が新たな課題になっている。当初は王都の中心にあった王城アーク・ロードも、基礎が川に侵蝕されるようになったことで、西端の丘へと移転した。また、同様に砂漠の縮小に伴い、アラニアとの間に国境問題が発生している。
果断で聡明なカシュー王の統治の下でロードス諸国の指導的立場を確立、邪神戦争では積極的に邪神阻止に動き、マーモ寄りのアラニアを突破してルードの街に向かう策を立てるも、長期の内戦により歴戦の騎士・戦士の揃ったアラニア軍に苦戦を強いられる。カシュー王の奮戦とウォートやフレーベの助勢で辛くもアラニアを下すも、長らく平和な時代を享受していたフレイム軍の被害は予想を遥かに越える物だった。
マーモ本島では各国の軍に先駆けて先陣を切る。闇の森での戦いでは召喚された「炎の精霊王」エフリートにより「砂漠の鷹」騎士団フォザル隊が全滅するなど、多大な犠牲を払いつつも、邪神戦争に勝利する。邪神戦争後、暗黒の島マーモを飛び地のフレイム領マーモ公国として統治し正常化に取り組むが、カーディス教団の襲撃によりマーモ公国は滅亡する。公国の残党やロードスの騎士パーン率いる義勇軍によってカーディス教団は駆逐されるが、フレイム領としての体制維持は不可能と認めざるを得ず、王族は同一民族でありながらマーモ王国を独立させることになる。

#### 歴代フレイム王
- 建国王 カシュー・アルナーグI世
- （2代不明）
- スロール
- ディアス

### モス
統一国家ではなく、所属各国の国王の中から選帝会議で公王が選ばれ諸国家を代表する形式の公国（公国とは一般に、王国の中で高い自治権を持つ貴族領 = 王国より下位を意味し、後述のマーモ公国がこちらの意味での「公国」だが、モスにおいては逆に王国の集合体 = 王国より上位が「公国」である）。ロードス島南西部を占める山岳地帯にハイランドやハーケーン、ヴェノンなど大小の国家が割拠し、各国の国王は「太守」とも呼ばれる。滅亡した南のドワーフ国「石の王国」は、モス地方南東部にある山岳地帯に存在していたが、モス公国には含まれない。
古くから諸国間の小競り合いが頻繁に起き、戦いが絶えない事から戦神マイリーの信徒が多いのが特徴で、“戦神の王国”とも言われる。他に、竜が多く棲むことから“竜の王国”とも言われる。
現在のモス公国は約250年前に、当時のライデン王国の脅威に対抗して結ばれた対外相互防衛協定とも言うべき「竜の盟約」に基づいて誕生。加盟国は竜に因んだ二つ名を持つ。モス外部からの侵略に対してはモス公王を中心に堅い連合体を形成して対抗し、その連合騎士団を相手にモス侵略に成功した国家は未だない。しかし国内での行動では「竜の盟約」は効力を持たず、利害関係による足並みの乱れが起こり易い傾向にある。実際に英雄戦争時にはマーモ帝国の工作によって、対マーモ連合軍から脱落している。
魔神戦争までには国家の淘汰が進んでおり、北部のハイランド、南部のハーケーン、南東のヴェノンなど少数の有力国による寡頭体制と言って良い状態になっていた。魔神との戦いの中でモス統一への機運が盛り上がるが、竜騎士ナシェルの失踪により統一は成らなかった。英雄戦争後はマーモから「炎の巨人」を与えられたヴェノンがハイランドを除く国々を制圧し、モス統一に王手をかける。その後「炎の巨人」を倒したハイランドの反撃が始まり、邪神戦争後半にハイランドが初めて実質的な国家統一を成し遂げる。
「竜の目（ドラゴンアイ）」ハイランド
王城はオーバークリフ。モス公国北部に位置する。元々は竜を崇める小部族で、現王家の先祖には竜司祭がいたと伝えられている。その技術を受け継ぎ、少数ながら竜騎士を擁することでロードス全土に名を馳せる有力国。一般に「モスの竜騎士」と言った場合、ハイランドの竜騎士を指す。
ハイランドの竜騎士は、魔神戦争時に5騎（ナシェルを含めると6騎）、英雄戦争勃発時には12騎居たが、「炎の巨人」を擁したヴェノンのと戦いの中で最終的に2騎（ジェスター王とレドリック王子）にまで減る。その後レドリック王子と結婚したシーリスが竜騎士となり、邪神戦争時には他に数騎増えていた模様である。
代々名君を輩出しており、「竜の目に暗君無し」とはロードス全土で言われている言葉である。魔神戦争時にも「名も無き魔法戦士（カーラ）」が「ハイランドの家系には竜の血でも流れているのか」と感嘆の言葉を投げかけている。
「竜の鱗（ドラゴンスケイル）」ヴェノン
南東部に位置しヴァリスと国境を接する。交通の要衝マスケトの街を領することで強国の仲間入りした。他国との協調より自国の利益を露骨に優先させる傾向が強く、モス国内での摩擦に留まらず、国境を接するヴァリスと何度も衝突している。また属国スカードを圧迫して魔神戦争の遠因を作り、更に隣接する魔神に背を向けてハイランドの友好国レントンを攻めることで、ヴァリスから「魔神の同盟国」と疑われて侵攻を招くなど、これまで幾つもの問題を起こしている。
魔神戦争の結果スカード地方を併合してモス有数の強国となった。英雄戦争ではマーモの誘いに乗って当時のモス公王であったハーケーンの太守一族を滅ぼし、モス公王を僭称してモス統一の野望を明確にした。
「竜の炎（ドラゴンブレス）」ハーケーン
王城はグレイロック。モス南部の大国。魔神戦争の結果リュッセンを属国化し、規模から言えばモス公国一の大国となった。英雄戦争時にはハーケーン太守がモス公王で、対マーモ連合軍の一翼として連合騎士団をヴァリスに派遣した。しかし本国が手薄になったところをヴェノンに攻められ、滅亡する。
「竜の尾（ドラゴンテイル）」リュッセン
王城はサンドーム。ヴェノンとハーケーンに挟まれ、常に慎重な外交を強いられていた高原の王国。良馬の産地として名高い。
魔神戦争で魔神により一旦滅ぼされる。その後「百の勇者」を含むモス連合騎士団に解放され王国は再建されたが、国力の低下からハーケーンの属国となってしまった。
「竜の爪（ドラゴンクロウ）」レントン
モス北部の国で、かつては隣接するハイランドと敵対関係であったが、マイセンII世の時代に和解して以後は友好国としての関係を維持していた。魔神戦争時には、それを理由にヴェノンの侵攻を受けるも、ハイランドの支援で辛うじて王都を守り抜いた。
「竜の翼（ドラゴンウィング）」
ハイランドの更に北にある国。『ロードス島ワールドガイド』と『ロードス島戦記リプレイ3』の地図に名前のみ登場。
スカード
王城はグレイン・ホールド。モス南東部の小国。対外的にはヴェノンの属国とされていたため「竜の盟約」には加盟していない。そのため竜にちなんだ二つ名も無い。
南に隣接するドワーフの「石の王国」と「エールの誓い」による硬い同盟関係を築いていた為、ヴェノンからの圧力は受けるものの独立を守っていた。またドワーフとの交易を独占する位置にあったため、小国ではあったが財政面では豊かな国として知られていた。
魔神戦争時には「石の王国」とともに滅亡し、魔神の軍勢の本拠地となる。戦後はヴェノンの一地方となる。

#### 歴代モス公王
- （数代不明）
- マイセンII世 - ハイランド王
- （数代不明）
- （名前不明） - ハーケーン王
- （僭王ヴェーナー） - ヴェノン王
- レドリック - ハイランド王

### カノン
同名の首都カノンにある王城はシャイニング・ヒル、ロードス島南東に位置し、北部でヴァリス・アラニアと国境を接する。西部には海を挟んでモス地方があり、南部沖合いに暗黒の島マーモがある。
アラニアの王家とは縁戚関係であり、またアラニアに次ぐ歴史を誇る。伝統的に武力より文化を重んじる国柄であったが、新興マーモ帝国の急襲の前に脆くも崩壊する。
英雄戦争後もマーモ帝国による圧政が続いたが、出奔していた王族唯一の生き残り、第三王子レオナーによる「カノン自由軍」の活躍で解放された。しかし貴族・騎士達にマーモ帝国へ服属したもの、マーモの支配に抵抗したもの、カノン自由軍から新たに叙爵・叙勲されたものなどが混在するようになったことや、一度国が滅んだため王の権威が揺らいだことなどから、有力貴族の発言力が強く朝廷内の統一を欠く状態が続いている。

#### 歴代カノン王
- 建国王 エゾールI世
- （数代不明）
- レオナー
- （数代不明）
- ロテール
- ユーク

### マーモ
ロードス島の南部に位置する島、もしくは島を領土とする国家。アレクラスト大陸からは「呪われた島」と呼ばれるロードス島においても、格段に闇の力が強く「暗黒の島」と呼ばれる。ロードス本島との交易や人の交流は断続的に続けられており、完全に孤立した島という訳ではなく、北部にある港町サルバドがロードス本島との海の玄関口となっている。闇に属する生物などが多く棲息している。作者の水野によると、マーモ島の面積は愛媛県程度であるとのこと。
神話の時代、邪神カーディスの呪いを最小限に食い止めるため、大地母神マーファによりロードス島本島から切り離されたとされる。その為か沿岸部は切り立った崖が多い。中央部にあるマーモ王城地下の大空洞には石化したカーディスの亡骸であるといわれる巨大なカーディス像が存在している。南部は「闇の森」と呼ばれる原生林が広がる。闇の森にはダークエルフ、蛮族、妖魔、魔獣が棲息しているが、それ以外の場所にも様々な魔獣や妖魔が棲息する。また暗黒神ファラリス大神殿の地下には黒翼の邪竜ナースが眠っていて、長い休眠期と短い活動期のスパンで、ときおりマーモの住人を襲撃していた。このような土地であることや、アラニア王国の罪人の流刑者、追われる身になったものも多く居た為に、邪悪でなければ生き抜くことができない土地柄になっていた。
街に住む人間達、闇の森の蛮族、闇の森のダークエルフ、その他にも多数の闇の眷属、などの大小の諸勢力が割拠しており、統一国家が誕生することも歴史上に幾度かあったが、そのほとんどが極めて短命のうちに滅亡している。約500年前に勢力をふるった蛮族のカーディス教団がカーディスの亡骸がある地下カーディス神殿の上に増築した砦が、約200年前にマーモを統一したブルネイ王国によって城へと改築されたことでコンクァラー城（王城コンクァラーとも）と命名され、ブルネイ王国滅亡以降も支配者が変わるたびにコンクァラー城はより強固な城へと改築されていった。後に帝都となる城塞都市ペルセイ、通称ダークタウン（ベルドが治めた際に大改築が行われ、都市としての体裁を持った）と港湾都市サルバド（通称シャドーシティ）の二大都市が蛮族以外の人間の中心的な活動地になっている（マーモ島で都市として機能しているのはこの二つだけ）。ベルド率いるマーモ帝国による統一の前は、暗黒神ファラリス教団や暗殺者を擁する盗賊ギルド、武装商船団、多数の奴隷を支配する大地主などの有力者で構成された評議会が人間の領域の支配者になっていた。
魔神戦争後、六英雄の一人「赤髪の傭兵」ベルドがマーモ帝国を建国し、短期間で極めて強固な支配体制を構築することに成功する。ベルド亡き後は、アシュラム（暗黒騎士団団長）、バグナード（主席宮廷魔術師）、ショーデル（ファラリス教団最高司祭）、ルゼーブ（ダークエルフ族長）の有力者4名による評議会が統治した。またこの頃に眠っていた邪竜ナースが再び活動期に入って暴れ回ったが、評議会メンバーの活躍により邪竜ナースを服従させ以降の被害を収めている。
邪神戦争によりマーモ帝国は滅亡してフレイム王国の領土となり、フレイムの将軍にしてカシューの腹心であるシャダムが太守に就任する。この時、王城コンクァラーはウィンドレスト、帝都ペルセイはウィンディスに改称され、王城の地下はマーファ神殿へ改装された。後にフレイム領マーモ公国となり、スパークが公王に即位するが、カーディス教団の蜂起によってスパークは行方不明になり、王城が占拠され国家体制が崩壊する。スパークが帰還しカーディス教団を駆逐した後、ロードス諸国の承認を得て独立国マーモ王国となる。「王国の法に従う限りは妖魔も邪神信者も国民として認める」という他国にはない政策を採っており、諸国から邪悪との烙印を捺され常に非難されているが、これらの邪悪な存在が国外へ流出するなどの事態は起こしておらず、国内においても厳格な統治を継続している。

#### 歴代マーモ王
ブルネイ王国
- ブルネイ

マーモ帝国
- ベルド
- （マーモ評議会：アシュラム、バグナード、ショーデル、ルゼーブ）
- レイエス（新生マーモ帝国）

フレイム領マーモ
- （太守シャダム）
- （公王スパーク）

マーモ王国
- （国王代理カイエン）
- 建国王 スパーク
- （1代不明）
- アスラン
- アルシャー

### その他の国家・地域
これらの国家・地域の他にも、いくつかの独立した集落が存在している。
帰らずの森
ロードス島南東部に広がる森林地帯で、アラニアとカノンを分かつ国境にもなっている。ロードス島のみならずフォーセリア世界で所在が判明している唯一のハイエルフ居住地で、200人ほどのハイエルフが暮らしている。妖精界の住人だった頃の特性を色濃く残すハイエルフ達は寿命がないイモータル（不死者）であり、長老に至っては神話の時代に光の神々によって召喚され闇の神々と戦った時代から生きている、正真正銘の「妖精」である。
「始原の巨人」から生まれた世界樹を起源とする極めて誇り高い古代種族であり、変化を嫌う性格から古来より他種族と交わることを避け、魔法の結界によりハイエルフ以外は立ち入り禁止の地とされていた。同種の末裔であるエルフ族でさえ避ける。後にカノン自由軍に参加していたパーンとディードリットにより古の結界は解かれる事になるが、古来からの習慣は根強く残っており、好んでこの地に足を踏み入れる者はほとんどいない。
邪神戦争以降はパーンとディードリットが森の外れに家を構え、活動拠点にしている。カーラの支配を脱したウッド・チャックも二人に招かれ、居候的な立場で居住を許されている。パーン没後もディードリットが引き続き居住している。
鏡の森
モス公国北部にあるエルフの代表的な集落群で、古代樹の一種「黄金樹」を中心とし、百人単位の集落が多数連合している。魔神戦争では魔神軍の急襲を受け、一時は森を放棄して隣国のハイランドに敗走するが、義勇部隊としてハイランド軍の大きな戦力となり、最終的には森の奪回に成功する。
上述のように、独力では勝ち目が無いと悟った時点で森を放棄、人間の国に集団逃亡して救援を仰いでおり、保守的な性格の人物が多いエルフとしてはかなり柔軟性のある集団である。文化面でも、人間の村とほぼ同じ外観の集落を構えるなど、人間の風俗や技術をかなり受容して有効活用している。
エルフの集落はここ以外にも、マーモ島を除くロードス各所に複数存在していると思われる。カノン領内にあったエルフの集落は英雄戦争時のマーモ領有時代にほぼ全てがダークエルフによって殲滅されたが、邪神戦争後には、カノンのみならずマーモ島にもエルフの集落が作られ、マーモ王国の方針によりダークエルフとの共存が図られようとしている。
鉄の王国
ロードス島北東部の白竜山脈にあり、魔神戦争後はロードス唯一となったドワーフの国家。国王は「石の王」と呼ばれる。
一般に人間社会には関心が薄いが、白竜山脈の麓にあるターバのマーファ大神殿とは古くから良好な関係を築いている。人間の国家間紛争にはほとんど関与しないが、魔神戦争時にはおよそ五千のドワーフ戦士団がモスを目指したことからも分かるように、その戦力は他のロードス諸国と比べても遜色ない規模と実力を誇る。また、ドワーフ族特有の工芸品や美術品の産地であるため、財政面でも豊かだと思われる。
石の王国
ロードス島南西部のモス地方にあり、魔神戦争の発端となったスカードの更に南に位置する（ここより南には「最も深き迷宮」しかない）。鉄の王国と並ぶドワーフ集落で、山全体を刳り貫いて作った一大地下王国を築いていた。国王は「鉄の王」と呼ばれ、ドワーフ族特有の工芸品・美術品の産地として財政的は豊かだが、食料はほぼ全て外部に依存している。鉄の王国と同様に人間の国家間紛争に関与することは基本的にないが、唯一「エールの誓い」により結ばれた隣国スカードに対しては、実質的な後ろ盾となっていた。
人口は一万余りで隣接するスカードと同程度だが、数千の屈強なドワーフ戦士団の強さは折り紙付きで、モス公国内の大国相手でも互角以上と言われた。魔神戦争で強大な魔神軍団の奇襲に10日間戦い続け、鉄の王フレーベを除き全滅する。
南北の大門を繋ぐ大通りは文字通り山を貫通する巨大なトンネルで、そこから縦横に張り巡らされた支道や坑道はモス地方のみならずロードス島の各所につながり、最終的にはロードス島の反対側（北東部）にある兄弟国「鉄の王国」にまで繋がっていたと伝えられる。その多くは魔神との戦いの最中に閉ざされたとされる（少なくとも「鉄の王国」側は閉ざした。大地下道網の一部を魔神が利用したとも言われる）。
自由都市ライデン
ロードス北西部にある商人たちによる自由都市。かつてはロードス島北西部全体を版図としたライデン王国の王都でもあった。王国滅亡後は有力な豪商たちで評議会を作り、自由都市国家として統治していた。魔神戦争期に魔神の首に賞金をかけ、「百の勇者」を集めるという役割を担う。
英雄戦争後はマーモのロードス本島侵攻の影響で混乱が続き、また火竜山の魔竜シューティングスターの襲撃により大きな被害を被ったため、ライデンは評議会を解散し自らフレイムの保護下に入ることで事態の収拾を図った。

## テーブルトークRPG

### ダンジョンズ&ドラゴンズ
『コンプティーク』で1986年9月号から連載されたリプレイの第1部と第2部においてはまだ独自システムは無く、「D&D誌上ライブ」と題して『D&D』を紹介する目的を持ってクラシックD&Dに独自の世界観を乗せた形になっていた。
日本のTRPGブームの立役者ではあったが、長らく単行本化されなかった。理由は「雑誌の記事なら問題無いが、単行本という商品として売り出すなら使用料をD&Dの版権元に払わなくてはならない為」と後に『コンプティーク』に書かれている。そのため、下記の『ロードス島戦記コンパニオン』が作られる事となり、第一部、第二部はそのルールを使って再プレイしたものを単行本化するという回り道になった。

### トンネルズ&トロールズ
『ウォーロック』日本版14号（1988年2月）に「トンネルズ&トロールズ・ウィズ・ロードスアイランド」と題して、『T&T』を用いてロードス島を舞台にプレイできるよう設定やシナリオサンプル、リプレイなどが掲載された。リプレイは『RPGリプレイ ロードス島戦記 II』の巻末にも収録された。

### ロードス島戦記コンパニオン
『ロードス島戦記』のオリジナルRPGシステムとしては最初の作品。パソコン用のコンピューターゲーム版のシステムをTRPG用にアレンジした物で、リプレイ連載第2部まで使用されていた『D&D』の影響を強く受けながらも独自の行為判定システムを採用している。
『ロードス島戦記コンパニオン』の特徴的なシステムとして集中力がある。これは、ゲーム中の行為判定に際し、通常の能力を使った判定とは別に、集中力を基準とした再判定を行えるというルール（ただし、この再判定を行える回数は有限であるため、使いどころを選ぶ必要がある）。これは、英雄候補たるプレイヤーキャラクターの才能や天運を表現したヒーローポイント的なものである。

### ロードス島RPG
『コンパニオン』を基礎に、「特技」や「転職」によって多様なキャラクターを表現できるよう構成されたシステム。よりレベルが高い者から特訓を受けることでレベルアップ可能。しかし、「魔法戦士に転職すると、独自の魔法戦士魔法が使える」など、このシステムにしか記述がなく、他のシステムや小説版とは異なるデータが幾つか存在する。
『ロードス島戦記コンパニオン』とのもうひとつの相違点は、このシステムが最初に発売された時点で『ロードス島伝説』の小説展開が始まっていたことである。このため、魔神戦争時代を扱っていたこのシステム版のリプレイ単行本は「ロードス島伝説」のタイトルを冠して刊行された。ロードス島伝説の作品リストも参照。

### ロードス島戦記RPG
2018年、ロードス島戦記30周年を記念して作られた新装版。『コンパニオン』及び『ロードス島RPG』を元にアップデートが加わっている。

### ソードワールドRPG
本来は『ロードス島戦記』とは独立して展開されてきたシステムだったが、『ロードス島ワールドガイド』の発売によって、『ロードス島戦記』をソードワールドRPGへ統合することが可能になった。このとき追加されたルールとして、ソードワールドのシステムから逸脱したロードス島の英雄たちの活躍を合理的に再現できる超英雄ポイントのルールがある。超英雄ポイントを持つものは10レベルが上限である通常の英雄や英雄候補を超えた資質を持つ存在として、超英雄や超10レベルキャラクターと呼ばれる。
超英雄ポイントを使えば行為判定のやり直しができるほか、自分のレベル以上の魔法の使用、遺失魔法の既知化、上位精霊との盟約、抵抗判定の自動成功、などが行える。また、関連するレベルが上限レベルであるレベル10以上なら、成功判定の自動成功、神が身に降臨した際の魂の破滅の回避、レベル11以上へのレベルアップなども可能。消費した超英雄ポイントはシナリオ終了時に回復、消費することで最大値が増加する。効果の中には最大値を減少させて使用するものもある。

## 雑誌掲載
本項では雑誌（コンプティークおよびコンプRPG）に掲載後、書籍などに収録されていないものを解説する。

### コンプティーク掲載作品
シリーズの原点となるTRPGリプレイが連載された。下記以外にもロードス島戦記リプレイ第3部、新ロードス島戦記リプレイ第1部〜第3部が連載・単行本化されている。
D&D誌上ライブ・ロードス島戦記リプレイ第1部
作：安田均とグループSNE / 絵：出渕裕
1986年9月号 - 1987年4月号に8回に渡って連載された。パーン達の旅立ちから始まり、ドワーフの大トンネルを抜けてウォートに会い、これからマーモとヴァリスの決戦場に向かう所で終了している。プレイヤーキャラクターはパーン、エト、スレイン、ウッド・チャック、ディードリット、ギム。

D&D誌上ライブ・ロードス島戦記リプレイ第2部
1987年6月号 - 1988年7月号に14回に渡って連載。プレイヤーキャラクターはオルソン、シーリス、フォース、セシル、マール。ノンプレイヤーキャラクターのシャリーもパーティーに加わっている。

### コンプRPG掲載作品
『ロードス島RPG』のシナリオやリプレイ、読者参加企画などが掲載された。その多くが本編に関わるもので、場合によってはその後のロードス島の歴史が変わりうる。

#### コンプRPG掲載作品（シナリオ）
サルバーンの魔法書
コンプRPG Vol.1掲載。コンプRPG創刊記念TRPGコンベンションで使われたコンテスト用のシナリオで、シナリオデザインは水野良。英雄戦争の6年前、ルノアナ湖の遺跡に眠る太守サルバーンの魔法書を賢者の学院を追放されたある天才魔術師より先に入手するのが目的。進行によっては情報提供者としてレイリアを支配して1年程のカーラが登場する。

暗殺の魔手
コンプRPG Vol.6別冊付録掲載。シナリオデザインは小川直人とグループSNE。英雄戦争開戦直前のアランの街を舞台にしたシティ・アドベンチャー。アランの設定紹介も兼ね、パーン一行の冒険の一つにも関わる。

亡者の衣
コンプRPG Vol.8掲載。シナリオデザインは高山浩。邪神戦争の最中、内戦続くアラニアから逃れたPCたちはある遺跡に辿り着く。そこには所有者を支配しその生命力を精神力に変換する祭器「亡者の衣」が封じられていた。魔法の工芸品と異なり、神の奇跡の顕現である祭器は負の力を持った対になる品が生み出されることがあり、「亡者の衣」は「生命の杖」の対の品であった（身にまとう：手に持つ、持ち主を操る：持ち主に操られる、生命力→精神力：精神力→生命力など性質が逆）。シナリオ終了後、「亡者の衣」が封じられた為「生命の杖」も本来の性能を発揮できていなかったこと＝この一件が邪神戦争の終盤に大きく影響する事件だったことが明かされる。

魔影跳梁
コンプRPG 1994年10月号掲載。シナリオデザインは小川直人。魔神解放後間もない魔神戦争初頭、自由都市ライデンで起こる連続猟奇殺人を調査する。それは評議会幹部と魔神、二つの思惑が絡んだ事件だった。

魔神掌握の杖
コンプRPG 1994年12月号別冊付録掲載。1994年11月6日の角川TRPGコンベンション'94でプレイされた。シナリオデザインは小川直人。PCがナシェル・ベルド・ウォート・フレーベという豪華なシナリオ。
ハイランドへ出奔したナシェル一行は、ルノアナ湖の北の山間部にあるサラン村で門主アズナディールに仕えた召喚魔術師ルーサーの研究所と魔神将をも支配できる「魔神掌握の杖」の存在を知る。このシナリオで登場する杖は古代王国期の膨大な魔力を必要とするため現在では使用不能だが、後にリプレイ『ロードス島伝説II 魔神召喚』『ロードス島伝説III 魔神討伐』に下位魔神までを支配できる簡易版の杖（ゲームデータは未掲載）が登場しその威力を発揮している。
『ザ・スニーカー 1994年冬号』に「ロードス島伝説 ライブノベル　がんばれ、ナシェルくん！」の題名でリプレイが掲載された（執筆：小川直人）。

#### コンプRPG掲載作品（シナリオ&リプレイ）
角川TRPGコンベンションの企画で、作家・イラストレーターなどをゲストプレイヤーとしたセッションが行われた。そのシナリオとリプレイが掲載されている。PCは数値のみ用意されているプレ・ロールドキャラクターである。
暗黒のプレリュード
コンプRPG Vol.4掲載。1992年3月24日の東京会場でプレイ。シナリオデザインは高山浩、マスタリングは山本弘、ゲストは『コミックコンプ』連載作家の衣谷遊・迎夏生・夢来鳥ねむ・矢上裕・吉富昭仁（伊東岳彦は欠席）。
魔神戦争の少し前、支配者不在のマーモを舞台に、カノンの貴族の子であるPCのナイトと双子の弟（妹）が家の相続を掛けて家宝の剣〈マーファの慈愛〉の探索に赴く。『ロードス島伝説』の前日譚でもある。

魔石の封印
コンプRPG Vol.5掲載。1992年8月11日の東京会場でプレイ。シナリオデザインは小川直人、マスタリングは山本弘、ゲストは大宮直依・衣谷遊・桐嶋たける・中村うさぎ・吉富昭仁。
魔神開放から1年後の魔神戦争の時代、ヴァリスとモスの間のウズ村が舞台。フラウス・ベルド・ファーンと魔神狩りをしていたウォートから、この村に眠るかつて魔神がもたらした石版〈賢者の石〉の防衛を依頼される。カセットブック『幻惑の魔石』の前日譚でもある。

銀嶺の神殿
コンプRPG Vol.10掲載。1993年11月3日の東京会場でプレイ。シナリオデザインは小川直人、マスタリングは水野良、ゲストは中村うさぎ・舘尾冽・佐々木亮・ふじたゆきひさ・帆場瑛明。
精霊を操る魔法装置を巡り、PC達は白竜山脈の遺跡「銀嶺の神殿」に赴く。シナリオ自体は『ロードス島戦記コンパニオン3』で小川直人がデザインした「銀嶺の宮殿」とほぼ同じ。

#### コンプRPG掲載作品（読者参加企画）
ロードス島戦記読者参加マンガ『魔の島の要塞』
コンプRPG Vol.6～11連載。原作は山本弘・高山浩・グループSNE、作画は浦田たひろ。
パーティーの状況とシナリオのポイントを提示、読者に実際のシナリオ作成とプレイをしてもらい、そのレポートやリプレイを基にコミックが描かれるという読者参加企画。コメディタッチの作風だが国家間に関わる事件である為（とおそらくプレイ中のレベルアップを防止する為）、全員9レベル・マジックアイテム所持という異例のパーティである。
優秀な冒険者一行がフレイムにもたらしたのはマーモの最終兵器開発に関する情報であった。カシューは騎士の一人を一行に加え、最終兵器の破壊を命じる。
スコウ
（シャーマン　エルフ　男）
ピアサー（レイピア+2）・ディフェンスリング（DE+10%）を所持。
トレイス
（ソーサラー　ハーフエルフ　女）
炎の杖（「ファイアボール」のダメージ+1D10）・サラマンダーの皮鎧（AV4　炎の攻撃に抵抗+10%）を所持。
ゲゼック
（ラーダのプリースト　ドワーフ　男）
バトルアックス+1・魔法の虫眼鏡（1日1回「ロア」と同じ効果）を所持。
フラニー
（スカウト　人間　女）
クロスボウ+2・ワイバーンの毒（刃や矢のダメージ+1D10+5）を所持。
ブレイク
（フレイムのナイト　人間　男）
ロングソード+1・宝石類5000gp分を所持。

ロードス島RPG　キャラクター&キャンペーン『灰色の勇者』
コンプRPG 1995年10月号～1996年10月号連載。テキストは高山浩、絵はさいとうつかさ・高田かおり・橋野一顕。キャラクター作成の実践を兼ね、リプレイに登場するPC・NPCを読者から送ってもらうという企画。末尾に読者コーナーとQ&Aなどサポートのページがある。
カーラとその部下に集められた一行はPCの一人・ダークエルフの「闇の巫女」を巡る冒険に旅立つ。
PCにロードス島にいないグラスランナー、そして通常怪物扱いのダークエルフ（実質ヒロイン）がいる異色作（後にエキスパートルールで追加される）。また本編では主に反マーモ側への妨害工作を行っていたカーラがカノンを新たな闇の森にしようとするダークエルフ＝マーモ側への抑止に動いている点も興味深い。
ボーグナイン
（ナイト　人間　男）
18歳。モス地方ドラゴンスケール勢力圏の小国ラークスの王子。永遠の平和を求めて諸国の統治を見聞している理想主義者。
シルティス
（シャーマン　ダークエルフ　女）
160歳。「闇の巫女」に生まれ付いた少女。闇の森の奥に乳母ドーラと隠棲していた。闇の精霊シェードを友とする穏やかかつ自己犠牲的な性格。
ロット
（スカウト　グラスランナー　女）
30歳。なぜか関西弁で話すグラスランナー。アレクラスト大陸から密航して来て見世物小屋に売り飛ばされていた。
デューシー
（ソーサラー　人間　女）
17歳。鞭を得意とする遺跡荒らし（盗賊系上級職ではない）。相棒の戦士レナンを奪ったバグナードを狙う。冷たい印象の美人だが内心は情に厚い。
ガドル
（マイリーのプリースト　ドワーフ　男）
58歳。ラークス王家に仕える司祭。ボーグナインの武術の師。ボーグナインを英雄に育てるのが夢。
ギウル
（軽戦士　人間　男）
?歳。第3話からの追加PC。「闇の巫女」と共に連れ去られたNPCイーリアに一目惚れし、彼女らを追う一行に加わる。
カーラ
闇の森でシルティスを、ルノアナ湖の遺跡でデューシーを助けた魔女。複数の陰謀を同時進行させており、中には配下に任せているものもある。その配下も思想に賛同した者もいれば思惑を知ることなく誘導・利用された者もいる。
リオン
カーラの思想に賛同し、100年程も従っているエルフの女戦士。カーラの組織のナンバー2で唯一カーラと連絡が取れる。ボーグナインとガドルを勧誘した後はマーモに渡り、サウジーネの陰謀を阻止せんと暗躍中。
後述のスーパーファミコン版RPG『ロードス島戦記（SFC）』にも登場。
サウジーネ
ダークエルフの老人。その体は半ば樹木と化しており、文字通り枯れ枝のような風貌。ダークエルフが妖魔と蔑まれ、危険な闇の森に隠れ住んでいる現状への復讐として「闇の巫女」を使いカノンの森を闇の森に変えようとする。
「闇の巫女」
現在もマーモを包むカーディスの気とダークエルフの負の側面（森の暗黒面＝闇、恐怖、惑いなど）を一身に背負う存在。カーディスとマーファによるロードス創世の神話を体現している。
伝説によると、滅びゆくカーディスが発した大地を呪う呪詛が闇の森を生み出した時、共に「闇の巫女」も誕生したという。闇の森の拡大を防ぐべく、マーファは大陸からロードス島を切り離した様に、闇の森の一角に結界で「闇の巫女」を隔離、彼女を包み込みカーディスの気を封じた。二柱の神の力の拮抗は光と闇の天秤と例えられる。
マーモにあってマーファの影響を最も受けており、その死に方（おそらく「自然ならざる死」）によっては、周囲の森が闇の森と化す。
シルティスのダークエルフらしからぬ性格や思考もマーファの影響かもしれない。
ドーラ
シルティスの乳母。サウジーネ一味に殺される。
レナン
デューシーの相棒の戦士。ルノアナ湖の遺跡でバグナードと遭遇、捨て身でデューシーを逃がす。
バグナード
黒の導師。サルバーンの呪文書を見つけたデューシー達と遭遇。後に死霊魔術の実験で影と名乗る暗黒騎士を作り出す。
影
マーモの暗黒騎士団の一人。闇の森に戻ったシルティスを捕らえ生贄のイーリア達を護送する。その体にはカーディスの力が封じられている。
イーリア
ファラリス神殿に仕える侍女。司祭ではないが暗黒魔法が少し使える。
トラッシュ
カーラの手下で元船乗りの戦士。第2話に登場した読者投稿のNPCだが、後に上級職「海賊」となったデータが送られてきたため第4話から再登場した。
レン姫
13歳。カノンの姫。植物の成長を早める不思議な力を持つことから緑の姫君と呼ばれる（デューシーには緑の指の持ち主と称された）。「闇の巫女」の力を拡げるのに利用すべく、サウジーネに囚われる。

## 既刊一覧

### 小説

#### 本編
- 水野良（著） / 出渕裕（イラスト）、角川書店〈角川文庫→角川スニーカー文庫〉、全7巻
  1. 『ロードス島戦記 灰色の魔女』
    - 角川文庫から書き下ろしで刊行され、スニーカー文庫創刊後に移行された。
    - 角川文庫版：1988年4月10日初版発行、ISBN 4-04-460401-0
    - 角川スニーカー文庫版：1994年8月30日発売[14]、ISBNは角川文庫版と同様。

  2. 『ロードス島戦記2 炎の魔神』1989年2月25日初版発行（2月7日発売[15]）、ISBN 4-04-460402-9
  3. 『ロードス島戦記3 火竜山の魔竜（上）』1990年2月1日初版発行（1月10日発売[16]）、ISBN 4-04-460404-5
  4. 『ロードス島戦記4 火竜山の魔竜（下）』1990年7月1日初版発行（6月12日発売[17]）、ISBN 4-04-460405-3
  5. 『ロードス島戦記5 王たちの聖戦』1991年3月1日初版発行（2月21日発売[18]）、ISBN 4-04-460407-X
  6. 『ロードス島戦記6 ロードスの聖騎士（上）』1991年12月1日初版発行（11月28日発売[19]）、ISBN 4-04-460409-6
  7. 『ロードス島戦記7 ロードスの聖騎士（下）』1993年4月1日初版発行（3月27日発売[20]）、ISBN 4-04-460410-X

#### 前日譚
- 水野良（著） / 山田章博（イラスト） 『ロードス島伝説』 角川書店〈角川スニーカー文庫・角川mini文庫[注 8]〉、全7巻

#### 続編
- 水野良（著） / 出渕裕（イラスト、「炎を継ぐ者」まで担当） / 美樹本晴彦（イラスト、「新生の魔帝国」から担当） 『新ロードス島戦記』 角川書店〈角川スニーカー文庫・角川mini文庫[注 9]〉、全8巻

- 水野良（著） / 左（イラスト） 『ロードス島戦記 誓約の宝冠』 KADOKAWA〈角川スニーカー文庫〉、既刊1巻（2019年8月1日現在）
  1. 2019年8月1日初版発行（同日発売[21]）、ISBN 978-4-04-107241-7

#### 短編集
- 水野良（著） / 出渕裕（イラスト） 『ハイエルフの森 ディードリット物語』 角川書店〈角川スニーカー文庫〉、1995年3月1日初版発行（2月28日発売[22]）、ISBN 4-04-460411-8

#### 番外編
- 水野良（著） / 出渕裕（イラスト） 『黒衣の騎士』 
  - 新書版のレーベルはカドカワノベルズ、イラストは出渕裕。文庫版のレーベルは角川スニーカー文庫、イラストは夏元雅人。
  - 新書版：1995年7月27日発売[23]、ISBN 4-04-787004-8
  - 文庫版：1998年10月1日初版発行（9月25日発売[24]）、ISBN 4-04-460419-3
    - イラストと後書きが変更されている。

#### 新装版
- 水野良（著） / 出渕裕（イラスト、「灰色の魔女」のみ担当） / BronzeEYE STUDIO（イラスト、「炎の魔神」から担当） 、KADOKAWA〈角川スニーカー文庫〉、全7巻
  1. 『ロードス島戦記 灰色の魔女』2013年11月1日初版発行（同日発売[25]）、ISBN 978-4-04-101062-4
    - 単行本：2013年11月1日初版発行（10月28日発売[26]）、ISBN 978-4-04-110542-9

  2. 『ロードス島戦記2 炎の魔神』2013年12月1日初版発行（同日発売[27]）、ISBN 978-4-04-101114-0
  3. 『ロードス島戦記3 火竜山の魔竜（上）』2013年12月1日初版発行（同日発売[28]）、ISBN 978-4-04-101115-7
  4. 『ロードス島戦記4 火竜山の魔竜（下）』2014年1月1日初版発行（同日発売[29]）、ISBN 978-4-04-101148-5
  5. 『ロードス島戦記5 王たちの聖戦』2014年1月1日初版発行（同日発売[30]）、ISBN 978-4-04-101149-2
  6. 『ロードス島戦記6 ロードスの聖騎士（上）』2014年2月1日初版発行（同日発売[31]）、ISBN 978-4-04-101150-8
  7. 『ロードス島戦記7 ロードスの聖騎士（下）』2014年2月1日初版発行（同日発売[32]）、ISBN 978-4-04-101151-5

### テーブルトークRPG ルールブック
- ロードス島戦記 コンパニオンシリーズ
  - 『ロードス島戦記 コンパニオン』1989年10月2日発行（9月13日発売[33]）、コンプコレクション、ISBN 4-04-714001-5
  - 『ロードス島戦記 コンパニオン2』1991年6月5日発行（5月24日発売[34]）、 同上、ISBN 4-04-714006-6
  - 『ロードス島戦記 コンパニオン3』1994年4月20日発行（4月18日発売[35]）、 同上、ISBN 4-04-714012-0
- ロードス島RPGシリーズ
  - 『ロードス島RPG ベーシックルール』1995年9月1日初版発行（8月29日発売[36]）、角川スニーカーG文庫、ISBN 4-04-488502-8
  - 『ロードス島RPG エキスパートルール』1996年6月1日初版発行（5月23日発売[37]）、 同上、ISBN 4-04-488505-2
  - 『ロードス島戦記RPG』2018年12月20日初版発行（同日発売[38]）、KADOKAWA、ISBN 978-4-04-072805-6
    - 上記2冊を合わせ、ルール・データも全面的アップデートした。
- 『ソード・ワールドRPG ロードス島ワールドガイド』1998年12月10日初版発行（11月30日発売[39]）、 富士見書房、ISBN 4-8291-7404-8
  - ロードス島オリジナルのシステムではなく『ソード・ワールドRPG』のルール上で『ロードス島戦記』の物語を表現するための資料集。『ソード・ワールド』準拠で表記された各種データの他に、『ソード・ワールド』のルールを逸脱したロードス島の英雄たちの活躍を再現する「超英雄ポイント」ルールが掲載されている。

#### サプリメント
- 『ロードス島戦記ハンドブック1』1992年8月10日初版発行、BNN、ISBN 4-89369-168-6
- 『ロードス島戦記ハンドブック2』1992年8月30日初版発行、BNN、ISBN 4-89369-169-4
- 『ロードス島RPG シナリオ集 出発の刻』1995年11月1日初版発行（10月27日発売[40]）、角川スニーカーG文庫、ISBN 4-04-488504-4
- 『ロードス島戦記RPG サプリメント 魔神戦争・邪神戦争編』2019年9月20日発売[41]、KADOKAWA、ISBN 978-4-04-073331-9

### TRPGリプレイ
- 『ロードス島戦記1』1989年12月1日初版発行（11月8日発売[42]）、角川スニーカー文庫（後に角川スニーカーG文庫）、ISBN 4-04-460403-7
- 『ロードス島戦記2』1990年10月1日初版発行（9月3日発売[43]）、 同上、ISBN 4-04-460406-1
  - ロードス島を舞台にロードス島戦記第1部のPCでT&Tをプレイしたリプレイ「帰らずの森のフェアリー」（日本版「ウォーロック」14号に掲載されたもの）も収録。
- 『ロードス島戦記3』1991年8月1日初版発行（7月26日発売[44]）、同上、ISBN 4-04-460408-8
  - コンプティーク誌上では1988年9月号 - 1989年9月号に13回に渡って連載。プレイヤーキャラクターはスパーク、ギャラック、ライナ、アルド・ノーバ、リーフ、グリーバス。ノンプレイヤーキャラクターのニース（小ニース）もパーティーに加わっている。書籍にはナニール復活とレイリア誕生を描くロードス島戦記RPG用シナリオ「第五の封印」も収録。
- 『RPGリプレイ ロードス島戦記 英雄騎士スパーク』1998年4月20日初版発行（4月17日発売[45]）、角川mini文庫、ISBN 4-04-700236-4
  - コンプティーク誌上では1997年9月号 - 1997年12月号に4回に渡って連載された8年振りの続編。連載時のタイトルは『ロードス島戦記スペシャル　マーモ開拓編』。
- 『ロードス島戦記 RPGリプレイ集 呪われた島編1』1998年6月初版発行、ISBN 4-8291-4352-5
- 『ロードス島戦記 RPGリプレイ集 呪われた島編2』1998年7月30日初版発行、ISBN 4-8291-4353-3
- 『ロードス島戦記 RPGリプレイ集 呪われた島編3』1998年7月30日初版発行、ISBN 4-8291-4354-1
  - 前述の『ロードス島戦記』1-3巻を富士見ドラゴンブックから再版したもの。
- 『ロードス島戦記RPGリプレイ 放浪貴公子のはてしない家路』2020年10月20日初版発行（10月17日発売[46]）、富士見ドラゴンブック、ISBN 978-4-04-073849-9
  - ロードス島戦記RPGでの新作リプレイ。過去の書籍リプレイと異なり、カノンの貴族御曹司とその仲間たちというオリジナルキャラクターがPCとなっている。

### 漫画
特記がない限り原作者は水野良。
- 齋藤亜弓（作画）『ロードス島戦記 炎の魔神』 角川書店 
  - コンプコミックス版（全2巻）

  1. 1994年2月17日発売[47]、ISBN 4-04-713050-8
  2. 1994年12月20日発売[48]、ISBN 4-04-713057-5

  - ドラゴンコミックス版（全2巻）

  1. 1998年4月3日発売[49]、ISBN 4-04-713218-7
  2. 1998年4月3日発売[50]、ISBN 4-04-713219-5
- 山田章博（作画）『ロードス島戦記 ファリスの聖女』 角川書店→KADOKAWA[注 10]
  - ドラゴンコミックス版（全1巻（この時点では未完））

  1. 1994年5月6日発売[51]、ISBN 4-04-853418-1

  - ニュータイプ100％コミックス版（全2巻）

  1. 2001年11月1日初版発行（10月30日発売[52]）、ISBN 4-04-853418-1
  2. 2001年11月1日初版発行（10月30日発売[53]）、ISBN 4-04-853419-X

  - 完全版（上下巻に加え、別冊イラスト集付き函入りで全1巻）

  1. 2015年6月10日発売[54]、ISBN 978-4-04-102806-3
- 越智善彦[注 11]（作画）『ロードス島戦記 灰色の魔女』 角川書店
  - ドラゴンコミックス版（全2巻）

  1. 1994年12月24日初版発行（12月20日発売[55]）、ISBN 4-04-926049-2
  2. 1997年7月18日発売[56]、ISBN 4-04-926106-5

  - 角川コミックスエース版（全3巻）

  1. 1998年4月3日発売[57]、ISBN 4-04-713216-0
  2. 1998年4月3日発売[58]、ISBN 4-04-713217-9
  3. 1998年6月27日発売[59]、ISBN 4-04-713227-6
- よねやませつこ（作画）『ロードス島戦記 ディードリット物語』 角川書店〈あすかコミックスDX〉、全2巻 
  1. 1998年9月1日初版発行（8月27日発売[60]）、ISBN 4-04-852991-9
  2. 1998年12月1日初版発行（11月28日発売[61]）、ISBN 4-04-853030-5
- たくま朋正（作画）『ロードス島戦記 灰色の魔女』 KADOKAWA〈角川コミックスエース〉、全3巻 
  1. 2014年6月10日発売[62]、ISBN 978-4-04-101738-8
  2. 2014年12月10日初版発行（同日発売[63]）、ISBN 978-4-04-101739-5
  3. 2015年6月10日発売[64]、ISBN 978-4-04-103073-8
- 鈴見敦（作画）『ロードス島戦記 誓約の宝冠』 KADOKAWA〈角川コミックスエース〉、全3巻
  1. 2020年4月25日初版発行（同日発売[65]）、ISBN 978-4-04-103073-8
  2. 2020年12月26日初版発行（12月25日発売[66]）、ISBN 978-4-04-103073-8
  3. 2021年7月26日発売[67]、ISBN 978-4-04-111582-4

### ゲーム攻略本
- コンプコレクションスペシャル パソコン版ロードス島戦記<公式ガイドブック> - 著：高山浩とグループSNE / 表紙：出渕裕 / 角川書店
  - PC98版およびそれに準拠した機種の『I』と『II』の攻略。高山浩のコラムや、他機種版の紹介、攻略のほかに、モンスターデータなどの各種詳細データなどが掲載。
- ロードス島戦記 HAND BOOK 1 - 著：高山浩とグループSNE / イラスト：山田章博 / ビーエヌエヌ
  - PC-98版『灰色の魔女』の攻略を主としたハンドブック。山田章博によるイラスト多数。リプレイのかけあいのような戦闘解説も掲載。
- ロードス島戦記 HAND BOOK 2 - 著：高山浩とグループSNE / イラスト：山田章博、佐々木亮 / ビーエヌエヌ
  - PC-98版『五色の魔竜』の攻略を主としたハンドブック。アイテムデータは『I』と『II』の両方を掲載。
- PCエンジン版 ロードス島戦記公式ガイド - PCエンジンCD-ROM2版の『1』の攻略本
- PCエンジン対応 ロードス島戦記[復活] - PCE版の『1』とセットになった攻略本
- PCエンジン対応 ロードス島戦記II[体験] - PCE版の『2』の体験盤とセットになったガイドブック
- PCエンジン対応 ロードス島戦記II[制覇] - PCE版の『2』の攻略本
- メガCD版 ロードス島戦記 体験CDロム付公式ガイドムック
- ロードス島戦記 邪神降臨 公式ガイドブック - ドリームキャスト版の攻略本

### 画集
- ILLUSION-幻影-（出渕裕）
- 生命の水〜UISGE-BEATHA〜（出渕裕）
- ANAM -魂- 出渕裕ロードス島戦記画集（出渕裕）
- PHANTASIENファンタージェン 結城信輝画集（結城信輝）
- 千紫萬紅 結城信輝画集（結城信輝）

### その他関連書籍
- 魔法戦士リウイサードシーズン ファーラムの剣 呪縛の島の魔法戦士
パーンがロードス島戦記2巻で入手した魔剣に関するストーリーで、時期は「ハイエルフの森」の後にあたる
- クリスタニア シリーズ
ロードス島を脱出したアシュラム達のその後が描かれている。また、ダナーン王国の祖がロードス島戦記の100年後にロードス島を脱出した顛末に触れている。
- ファンタジー・ファイル シリーズ （富士見ドラゴンブック〈富士見書房〉）
  - アイテム・コレクション ―ファンタジーRPGの武器・装備― ISBN 4-8291-4227-8
著：安田均、グループSNE（水野良、山本弘、北川直、吉岡太郎）/ イラスト：竜胆丈二、末弥純、米田仁士、三好道夫 / アイテムイラスト：小出拓、荻戸成
TRPG、コンピュータRPG、ゲームブックなどのファンタジーRPGに登場する武器・防具や様々な冒険用具についての解説書だが、その間に断片的に挟まれる物語が剣奴ルーファス（後のカシュー王）を主人公とするものになっている。
  - スペル・コレクション ―ファンタジーRPGの魔術― ISBN 4-8291-4220-0
著：安田均、グループSNE（水野良、北川直、吉岡太郎） / イラスト：天野喜孝、米田仁士、佐竹美保
ファンタジーRPGに登場する様々な魔法についての解説書。
- 『ロードス島戦記』の秘密 （上関晃生 / データハウス / 1998年8月）
『磯野家の謎』をはじめとして1990年代に流行した「謎本」に類する研究本。付録としてロードスとクリスタニアを合わせた年表及び声優目録を掲載している。
- 別冊宝島 僕たちの好きなロードス島戦記 全ストーリー&キャラクター徹底解析 1561 カルチャー&スポーツ（宝島社 / 2008年10月）
全作品の年表、ストーリーとキャラクター解説に加えて詳細な相関図がビジュアルとともに語られるデータ集。
- ロードス島戦記三昧（キャラアニ / 2015年1月）
水野良書き下ろし小説『ロードス島戦記 誓約の宝冠 序章』、南々井梢によるオマージュ小説『放課後イリュージョン 〜パーンの声が聞きたくて〜』、あかほりさとると水野良との対談などを収録。『召しませロードス島戦記 〜それっておいしいの?〜』を収録したDVD付き。

## OVA
1990年から1991年に制作・発売された。全13話。全13巻累計の総出荷本数は55万本。2006年にDVDで復刻している。第1話は時系列としては後になるドワーフの大トンネルでパーンたちがアースドラゴンと戦うエピソード（第5話と第6話の間）であり、実際の物語は第2話より始まる。割愛されたエピソードのうち、第二部「炎の魔神」については同じ声優でラジオドラマ化された。
登場キャラクターのうち、ダークエルフのピロテースについては当初OVA版オリジナルのキャラクターであったが、作者が気に入り原作小説へフィードバックされたキャラクターである。製作に東京放送（TBS）がクレジットされていることもあり、TBSの『三井奥さま劇場』（夏休みアニメフェスタ、冬休みアニメフェスタなど）の時間枠内において、1993年7月26日 - 同年同月30日および1993年12月27日 - 同年同月30日放送も行われている。CSでは、チャンネルNECO及びAT-Xが放送を行っている。また、パソコンテレビGyaOでも全13話が幾度か無料配信された。

### 声の出演
- パーン - 草尾毅[70]
- ディードリット - 冬馬由美[70]
- ギム - 坂口芳貞[70]
- エト - 山口勝平[70]
- スレイン - 田中秀幸[70]
- ウッドチャック - 若本規夫[70]
- カーラ - 榊原良子[70]
- ファーン王 - 阪脩[70]
- カシュー王 - 池田秀一[70]
- ウォート - 大木民夫[71]
- ベルド - 石田太郎[70]
- アシュラム - 神谷明[70]
- バグナード - 青野武[71]
- ピロテース - 玉川紗己子
- シーリス - 高山みなみ[71]
- オルソン - 速水奨[71]
- シャダム - 森功至[71]
- ジェスター - 中田譲治[71]
- ナレーション - 永井一郎[70]

### スタッフ
- 原作 - 安田均[70]、水野良[70]
- 製作総指揮 - 角川歴彦[70]
- プロデューサー - 池田憲章（第7話まで）、丸山正雄
- 総監督 - 永丘昭典[70]
- シリーズ構成 - 渡辺麻実[70]
- キャラクター原案 - 出渕裕[70]
- キャラクターデザイン・総作画監督 - 結城信輝[70]
- サブキャラクターデザイン - 箕輪豊[70]
- 美術監督 - 金子英俊[70]
- 撮影監督 - 石川欣一[70]
- 音響監督 - 本田保則[70]
- コーディネーター - 高梨由美子
- 企画 - 田宮武
- 音楽 - 萩田光男[70]
- アニメーション制作協力 - マッドハウス[70]
- 製作 - 角川書店[70]、丸紅[70]、東京放送、角川メディアオフィス

### 主題歌
発売元はビクター音楽産業。
- オープニングテーマ 「Adèsso e Fortuna 〜炎と永遠〜」（作詞・作曲：新居昭乃 ）
- エンディングテーマ 「風のファンタジア」（作詞・作曲：伊藤薫）
2曲ともに歌：Sherry（加藤いづみ）、編曲：荻田光男。

### 各話リスト
| 話数   | サブタイトル               | 脚本              | 絵コンテ     | 監督 （演出）    | 作画監督        |
| ------ | -------------------------- | ----------------- | ------------ | ---------------- | --------------- |
| 第1話  | 伝説への序章（プロローグ） | 渡辺麻実          | 永丘昭典     | 永丘昭典         | 山内英子        |
| 第2話  | 炎の出発（たびだち）       | 渡辺麻実          | 山田勝久     | 牧野滋人         | 小田不二夫      |
| 第3話  | 黒衣の騎士                 | 渡辺麻実          | りんたろう   | 山田勝久         | 沖浦啓之        |
| 第4話  | 灰色の魔女                 | 金巻兼一 渡辺麻実 | 永丘昭典     | 竜大司           | 添田和弘        |
| 第5話  | 砂漠の王                   | 金巻兼一          | 片山一良     | （水野カズノリ） | うるし原智志    |
| 第6話  | 暗黒王の剣                 | 渡辺麻実          | さかいあきお | さかいあきお     | さかいあきお    |
| 第7話  | 英雄戦争                   | 渡辺麻実          | りんたろう   | （竜大司）       | 添田和弘        |
| 第8話  | 戦士の鎮魂歌（レクイエム） | 渡辺麻実          | 川崎博嗣     | 川崎博嗣         | 川崎博嗣        |
| 第9話  | 支配の王錫                 | 金巻兼一 渡辺麻実 | 永丘昭典     | 竜大司           | 瀬尾康博        |
| 第10話 | 火竜山の魔竜               | 渡辺麻実          | 川越淳       | 竜大司           | 添田和弘        |
| 第11話 | 魔導師の野望               | 渡辺麻実          | 矢野博之     | 竜大司           | -               |
| 第12話 | 決戦！暗黒の島（マーモ）   | 渡辺麻実          | -            | 永丘昭典         | 添田和弘        |
| 第13話 | 灼熱の大地（ロードス）     | 渡辺麻実          | 永丘昭典     | 永丘昭典         | 結城信輝 箕輪豊 |

### 映像ソフト
- VHS版 - 角川書店より全13巻が、パック・イン・ビデオより複数話収録のスペシャルエディションなどがリリースされた。
- LD版 - 全6巻。ビクター音楽産業よりリリースされた。
- DVD+CD BOX - OVA全13話のDVD6枚組とサントラ3枚のBOX。ビクターエンタテインメントよりリリースされた。
- Blu-ray BOX - 2013年11月29日に角川書店よりリリース。オリジナル35ミリネガフィルムから新規にHDマスターを作成したデジタルリマスター版であり、196ページのブックレットなどが付属する[73]。2018年8月24日には一部特典を省いた低価格版がKADOKAWAよりリリースされた[74]。

関連商品
- ロードス島戦記 OVA記録集 全2巻（角川書店）
- OVAオリジナル・サウンドトラック ロードス島戦記 - 全3巻でビクター音楽産業よりリリース。

| TBS 三井奥さま劇場                                                                  | TBS 三井奥さま劇場                                                                           | TBS 三井奥さま劇場                                                              |
| 前番組                                                                              | 番組名                                                                                       | 次番組                                                                          |
| ----------------------------------------------------------------------------------- | -------------------------------------------------------------------------------------------- | ------------------------------------------------------------------------------- |
| 夏休み子どもフェスタウルトラマンタロウ（再） + 少年アシベ2（再） 【再放送一旦中断】 | 夏休み子どもフェスタロードス島戦記 （1993年7月26日 - 7月30日）                               | 夏休み子どもフェスタウルトラマンタロウ（再） + 少年アシベ2（再） 【再放送再開】 |
| ぼくの姉キはパイロット!（再）                                                       | 冬休みアニメフェスタロードス島戦記 + ウォーリーをさがせ!（再） （1993年12月27日 - 12月30日） | 冬休みアニメフェスタウォーリーをさがせ!（再） 【1本立てに変更して継続】         |

## テレビアニメ

### ロードス島戦記-英雄騎士伝-
1998年4月1日から9月30日までテレビ東京系列で放送された。

#### 概要
水野良のファンタジー小説シリーズ『ロードス島戦記』を原作とするアニメーション作品。角川書店の商品化権ビジネス本格参入第1弾。本編の後、短編として本編と同じ声優で『ようこそロードス島へ!』が放送されていた。
スパークを主人公にすえたことや『ようこそロードス島へ!』の存在は、いずれも低年齢層に向けた配慮である。
この作品でディードリットを演じた新山志保は第21話収録後に急性白血病で倒れ、野田順子に急遽交代する形で降板。新山はその2年後に合併症で死去したため、彼女の遺作となった。

#### あらすじ
ロードス島全土を揺るがした戦乱、英雄戦争から5年。マーモ帝国の黒衣の騎士・アシュラムは、ロードス島北東部にあるマーファ大神殿を訪れていた。手に入れればロードスを制することができると伝えられる「支配の王錫」を巡り、パーンとディードリット、フレイム王カシューらが、魔竜・シューティングスターの棲む「火竜山」でアシュラムらと争う（第8話まで）。
それから約10年後。パーンに憧れていた少年・スパークは、フレイム王国の騎士見習いとして成長していた。あるとき、スパークは王城の宝物庫にマーモ帝国のダークエルフが盗賊として侵入している場面に出くわし、彼らを取り逃がしてしまう。彼は仲間たちとともに盗まれた宝玉「魂の水晶球」を取り戻すため、ダークエルフたちを追う旅に出る。途中で、自らの運命に導かれる少女・ニースと出会い、神聖王国ヴァリスを目指す。この旅がロードス島の命運をかけた試練になるとも知らずに（第9話以降）。

#### 声の出演
第1話 - 第8話
- パーン - 林延年[76]
- ディードリット - 新山志保[76]
- スレイン - 宮本充[76]
- レイリア - 富沢美智恵[76]
- セシル - 森久保祥太郎[76]
- シーリス - 浅川悠[76]
- オルソン - 檜山修之[76]
- マール - 阪口大助
- カシュー - 中田譲治[76]
- シャダム - 今村直樹[76]
- アシュラム - 速水奨[76]
- ホッブ - 大場真人
- グローダー - 石井康嗣
- アスタール - 中田和宏
- ガーベラ - 遠藤武
- スメディ - くじら
- バグナード - 大塚周夫
- ニース - 高島雅羅[76]
- スパーク（少年） - 野島健児[76]
- 小ニース（少女） - 石橋千恵[76]

第9話 - 第27話
- スパーク - 野島健児[76]
- 小ニース - 石橋千恵[76]
- パーン - 林延年[76]
- ディードリット - 新山志保（病気により第21話で降板）[76] → 野田順子（第22話より）
- カシュー - 中田譲治[76]
- ホッブ - 大場真人
- マール - 阪口大助
- リーフ - 坂本真綾
- ギャラック - 高塚正也
- ライナ - 米本千珠
- アルド・ノーバ - 西脇保
- グリーバス - 岸野一彦
- レオナー - 中井和哉
- エト - 太田真一郎
- ピロテース - 西原久美子
- アシュラム - 速水奨[76]
- ウッドカーラ（ウッド・チャック） - 中田和宏
- カーラ - 五十嵐麗
- バグナード - 大塚周夫
- セシル - 森久保祥太郎[76]
- ニース - 高島雅羅
- ラビド - 江川央生

#### スタッフ
- 原作 - 水野良（『ロードス島戦記』、『新ロードス島戦記』）／百やしきれい（『ようこそロードス島へ!』）
- 監督 - 高本宣弘[76]
- キャラクター原案 - 夏元雅人（『月刊少年エース』連載）、百やしきれい（『ようこそロードス島へ!』）
- キャラクターデザイン - そえたかずひろ、あずまのこうじ／佐々木敏子（『ようこそロードス島へ!』）
- シリーズ構成 - 長谷川勝己[76]
- 撮影監督 - 小澤次雄[76]、豊永安義[76]
- 美術監督 - 小山俊久[76]
- 色彩設計 - 杉森司
- 音響監督 - 向山宏志[76]
- 音楽 - 和田薫[76]
- プロデューサー - 岩田牧子[76]、高城一典[76]、田宮武[76]、池口和彦[76]
- アニメーション制作 - AIC[76]
- 製作 - テレビ東京[76]、角川書店[76]、丸紅[76]、読売広告社[76]、バンダイビジュアル[76]

#### 主題歌
オープニングテーマ「奇跡の海」
作詞 - 岩里祐穂 / 作曲・編曲 - 菅野よう子 / 歌 - 坂本真綾
エンディングテーマ「光のすあし」
作詞・作曲 - 新居昭乃 / 編曲 - 保刈久明 / 歌 - 石橋千恵

#### 各話リスト
| 話数   | 放送日        | サブタイトル                  | 脚本                | 絵コンテ       | 演出           | 作画監督                                       |
| ------ | ------------- | ----------------------------- | ------------------- | -------------- | -------------- | ---------------------------------------------- |
| 第1話  | 1998年 4月1日 | 自由騎士…新たなる伝説の始まり | 長谷川勝己          | 高本宣弘       | 高本宣弘       | 菱沼義仁                                       |
| 第2話  | 4月8日        | 竜…失われた歴史の番人         | 長谷川勝己          | まついひとゆき | まついひとゆき | 阿部邦博                                       |
| 第3話  | 4月15日       | 王…求められた英雄             | 久保田雅史          | まついひとゆき | 棚橋一徳       | 北島信幸 泉明宏 青井清年 島田ひであき 恩田尚之 |
| 第4話  | 4月22日       | 海賊…黒き野望を乗せた船       | 山田靖智            | 三泥無成       | 山崎茂         | 郷敏治                                         |
| 第5話  | 4月29日       | 魔剣…魂を砕く力               | 山田靖智            | 阿部宏幸       | 伊達勇登       | 山沢実                                         |
| 第6話  | 5月6日        | 心…よみがえる涙               | 細井能道            | 杉島邦久       | 杉島邦久       | 藤田正幸                                       |
| 第7話  | 5月13日       | 死…伝えられた優しき心         | 久保田雅史          | まついひとゆき | まついひとゆき | 恩田尚之 中澤一登                              |
| 第8話  | 5月20日       | 支配の王錫…ロードス統一の夢   | 長谷川勝己          | 南康宏         | 野中卓也       | 泉明宏 北島信幸                                |
| 第9話  | 5月27日       | 若き騎士…試される力           | 長谷川勝己          | 古川順康       | 下司泰弘       | 阿部邦博                                       |
| 第10話 | 6月3日        | 奪回…与えられた任務           | 久保田雅史          | 山崎茂         | 山崎茂         | 郷敏治                                         |
| 第11話 | 6月10日       | 光…神に導かれた少女           | 細井能道            | 石山タカ明     | 伊達勇登       | 山沢実                                         |
| 第12話 | 6月17日       | 出陣…黒き影を追って           | 山田靖智            | 杉島邦久       | 杉島邦久       | 藤田正幸                                       |
| 第13話 | 6月24日       | 悪夢…忍び寄る暗黒の力         | 久保田雅史          | 石山タカ明     | 下司泰弘       | 柿田英樹                                       |
| 第14話 | 7月1日        | 扉…告げられた真実             | 長谷川勝己          | 間辺浅志       | 間辺浅志       | しまだひであき                                 |
| 第15話 | 7月8日        | 宿敵…黒騎士との再会           | 長谷川勝己          | 南康宏         | 南康宏         | 阿部邦博                                       |
| 第16話 | 7月15日       | 聖なる都…手がかりを求めて     | 佐藤勝一            | さかいあきお   | 山崎茂         | 保田康治                                       |
| 第17話 | 7月22日       | 決断…迫られた選択             | 細井能道            | 古川順康       | 棚橋一徳       | 南伸一郎                                       |
| 第18話 | 7月29日       | 使命…自ら進む道               | 細井能道            | 門智昭         | 伊達勇登       | 山沢実                                         |
| 第19話 | 8月5日        | 再会…遠き戦乱の異国で         | 山田靖智            | 南康宏         | 下司泰弘       | 北爪宏幸                                       |
| 第20話 | 8月12日       | 来襲…奪われた最後の希望       | 久保田雅史          | 高本宣弘       | 高本宣弘       | 中澤一登 渡辺浩二                              |
| 第21話 | 8月19日       | 誓い…未来へ進む一歩           | 佐藤勝一 長谷川勝己 | 間辺浅志       | 間辺浅志       | しまだひであき                                 |
| 第22話 | 8月26日       | 解放…開かれた道               | 長谷川勝己          | まついひとゆき | 栗井重紀       | 阿部邦博                                       |
| 第23話 | 9月2日        | 上陸…恐るべき暗黒の島         | 山田靖智            | 郷敏治         | 山崎茂         | 保田康治                                       |
| 第24話 | 9月9日        | 魔女…力の均衡を保つ者         | 久保田雅史          | 吉田俊司       | 棚橋一徳       | 南伸一郎                                       |
| 第25話 | 9月16日       | 決着…黒騎士の選択             | 長谷川勝己          | 伊達勇登       | 伊達勇登       | 山沢実                                         |
| 第26話 | 9月23日       | 破滅…解き放たれた邪神         | 長谷川勝己          | まついひとゆき | まついひとゆき | 北爪宏幸 しまだひであき                        |
| 第27話 | 9月30日       | 英雄…新たなる騎士の誕生       | 長谷川勝己          | 高本宣弘       | 下司泰弘       | 恩田尚之 阿部邦博                              |

#### 関連作品
- ドラマCD 『ロードス島戦記 英雄騎士伝 ドラマアルバム』
- 『ロードス島戦記 英雄騎士伝 フィルムブック』全4巻
  1. 1998年7月15日発売[77]、ISBN 4-04-852961-7
  2. 1998年8月19日発売[78]、ISBN 4-04-852962-5
  3. 1998年10月2日発売[79]、ISBN 4-04-852963-3
  4. 1998年11月25日発売[80]、ISBN 4-04-852964-1
- ゲームボーイ用ゲームソフト 『ロードス島戦記－英雄騎士伝－GB』
- コミック 『ロードス島戦記-英雄騎士伝-』 全6巻
  1. 1998年1月7日発売[81]、ISBN 4-04-713202-0
  2. 1998年6月27日発売[82]、ISBN 4-04-713226-8
  3. 1998年12月1日発売[83]、ISBN 4-04-713259-4
  4. 1999年4月30日発売[84]、ISBN 4-04-713277-2
  5. 1999年12月21日発売[85]、ISBN 4-04-713314-0
  6. 2000年9月25日発売[86]、ISBN 4-04-713362-0

### 召しませロードス島戦記 〜それっておいしいの?〜
2014年4月から6月まで放送された。なお映像ソフトは単独商品としては存在しておらず、2015年1月発売の小説『ロードス島戦記三昧』（発行：キャラアニ）の特装版に全13話収録のDVDが付録となっている。

#### ストーリー
水野中学校3年生のバンとドリは『ロードス島戦記』（以下『ロードス』と表記）の大ファン。この作品の素晴らしさを広めることと卒業記念を兼ねて2人は学園祭の劇で『ロードス』を演じることにした。そこへこの作品を全く知らないというエトやキム、スレイン、宇土を無理やり参加させてしまう。

#### 声の出演
バン
声 - 森嶋秀太
『ロードス』のファンの男子。同作の主人公・パーンの生まれ変わりと信じている。
ドリ
声 - 木戸衣吹
バンと同じく『ロードス』のファンの女子。同作のヒロイン・ディードリットになりたい、近づきたいという変身願望があり、彼女のような「尖った耳」にしようと地道な努力を続けている。
エト
声 - 山崎エリイ
『ロードス』を全く知らない女子。本名は違うようだが、バンたちに頭に丼のふたを載せられ「エトに似てる」という理由でこう呼ばれてしまう。彼らに巻き込まれる形で劇に出演するハメになり、作品の概要やその魅力を2人からレクチャーされる。巨乳の持ち主。
キム
声 - 佐々健太
花壇の世話をしていたおじさん。本名は「きむら」らしいが、手先が器用なのをみてバンとドリに強引に「ギムの生まれ変わりだ」と決め付けられる。
スレイン
声 - 遠藤広之
本名「素雨（すあめ）」。マラソンで最下位でゴールしたところをパーティの後方で全体を見渡せるのは「スレインの生まれ変わりだ」として強引にスカウトされる。
宇土（うど）
声 - 狩野翔
パンが仕掛けた「ウッド・チャックに相応しい男」を見つける為、エトが身に着けていたサークレットを盗もうとした男子。結局捕まった上、エトに片思いしていることがバレてしまい、弱みを握られた彼は劇に参加することになってしまう。
パーン、ディードリット
声 - 草尾毅（パーン）、冬馬由美（ディードリット）
劇のクライマックスで突然謎の光に包まれ、バンたちが飛ばされた「本物のロードス島」で出会った、本物の『ロードス』のメインキャラクター。両方ともビジュアル・声はOVA版『ロードス』に準じている。

#### スタッフ
- 原作 - 「ロードス島戦記」（角川スニーカー文庫刊）
  - 原案 - 安田均
  - 著 - 水野良
  - 原作キャラクター原案 - 出渕裕
- 監督 - 鈴木行[87]
- キャラクターデザイン・総作画監督 - アミサキリョウコ[87]
- スペシャルサンクス - あかほりさとる[87]
- 色彩設定 - 南木由実[87]
- 美術監督 - 九重勝雄[87]
- 撮影監督 - 倉田しおり[87]
- 音楽 - 上倉紀行[87]
- 音響監督 - 山本浩司[87]
- 音響制作 - ダックスプロダクション[87]
- アニメーションプロデューサー - 鹿嶌舜[87]
- プロデューサー - 平賀忠和[87]、平田哲[87]
- 制作 - スタジオディーン[87]、スタジオ雲雀[87]
- 製作 - キャラアニ[87]、ダックスプロダクション[87]

#### 主題歌
エンディングテーマ「希望のヒカリ」
作詞 - 小寺可南子 / 作曲・編曲 - 上倉紀行 / 歌 - 木戸衣吹&山崎エリイ
木戸と山崎によるユニット「every♥ing!」のデビューシングルお試し版CD「ゆめいろ学園校歌」Type-Bに収録。

#### 各話リスト
| 話数     | サブタイトル                             | 脚本       | 演出     | 作画監督          |
| -------- | ---------------------------------------- | ---------- | -------- | ----------------- |
| 冒険の1  | 今日からお前はエトだ！                   | 赤尾でこ   | 福井洋平 | 安形佳己          |
| 冒険の2  | どっちが主人公?!                         | 高橋ナツコ | 木野目優 | 安形佳己          |
| 冒険の3  | エルフへの道は険しい！                   | 高橋ナツコ | 福井洋平 | 安形佳己          |
| 冒険の4  | 旅じゃねぇ！冒険だ!!                     | 赤尾でこ   | 木野目優 | 安形佳己          |
| 冒険の5  | エルフ語をマスターしよう                 | 高橋ナツコ | 鈴木行   | 安形佳己 樋口博美 |
| 冒険の6  | 魔法呪文をマスターしよう                 | 高橋ナツコ | 木野目優 | 安形佳己          |
| 冒険の7  | パーンとディードリットは付き合ってるの？ | 赤尾でこ   | 鈴木行   | 樋口博美          |
| 冒険の8  | ギムじゃねぇ〜！                         | 赤尾でこ   | 木野目優 | 安形佳己          |
| 冒険の9  | レイン、レイン、スレイン！               | 高橋ナツコ | 鈴木行   | 樋口博美          |
| 冒険の10 | 盗まれたウッド・チャック                 | 赤尾でこ   | 木野目優 | 安形佳己          |
| 冒険の11 | やっぱ全部読んで！                       | 高橋ナツコ | 鈴木行   | 樋口博美          |
| 冒険の12 | 学園祭前日                               | 赤尾でこ   | 木野目優 | 伊藤麻由加 樋上彩 |
| 冒険の13 | いざ！ロードスへ!?                       | 高橋ナツコ | 鈴木行   | 樋口博美          |

#### 放送局
| 放送地域 | 放送局             | 放送期間                | 放送日時           | 放送系列   | 備考                        |
| -------- | ------------------ | ----------------------- | ------------------ | ---------- | --------------------------- |
| 東京都   | TOKYO MX           | 2014年4月6日 - 6月29日  | 日曜 22:27 - 22:30 | 独立局     |                             |
| 兵庫県   | サンテレビ         | 2014年4月6日 - 6月29日  | 日曜 22:27 - 22:30 | 独立局     | EPG上では日曜 22:25 - 22:30 |
| 日本全域 | ニコニコチャンネル | 2014年4月6日 - 6月29日  | 日曜 22:30 更新    | ネット配信 |                             |
| 日本全域 | AT-X               | 2014年4月20日 - 7月13日 | 日曜 20:25 - 20:30 | CS放送     | リピート放送あり            |

## ようこそロードス島へ!
『ロードス島戦記』を原作とした百やしきれいの漫画。『ロードス島戦記』のストーリーに沿いながら、多くはギャグテイストの4コマ漫画で構成されている。『月刊少年エース』で連載された。

### アニメ
アニメ化もされ、TVアニメ『ロードス島戦記-英雄騎士伝-』内のCパートの短編アニメとして放映された（声優は本編と同一）ほか、30分のアニメ映画として、『MAZE☆爆熱時空 天変脅威の大巨人』と同時上映で、下記のキャストで1998年4月25日に劇場公開もされている。

#### 声の出演
- パーン：三木眞一郎[90]
- ディードリット：宮村優子[90]
- エト：山口勝平[90]
- スレイン：井上和彦[90]
- ギム：飯塚昭三[90]
- ウッド：梅津秀行[90]
- ファーン：内海賢二[90]
- フィアンナ：西村ちなみ[90]
- カシュー王：中村秀利[90]
- 魔女カーラ：深見梨加[90]
- ウォート：川久保潔[90]
- ベルド：玄田哲章[90]
- アシュラム：安原義人[90]
- バグナード：千葉繁[90]
- ピロテース：勝生真沙子[90]
- ナレーション：大塚明夫[90]

#### スタッフ
- 原作：水野良[90]、百やしきれい[90]
- 企画：田宮武[90]
- 監督：千明孝一[90]
- 脚本：長谷川勝己[90]
- 作画監督・キャラタクターデザイン：宇佐美皓一[90]、小林明美[90]
- 美術監督：小山俊久[90]
- 色彩設計：安達恵子[90]
- 編集：西山榮子[90]
- 撮影監督：AIC撮影部[90]
- 音響監督：松岡裕紀[90]
- 音楽：where2[90]
- 制作プロデューサー：渡辺欽哉[90]、宮下研史[90]
- アニメーション制作：AIC[90]
- 制作強力：A.P.P.P.[90]
- 配給：東映[90]

#### 各話リスト
| 話数   | 放映日        | 絵コンテ   | 作画       |
| ------ | ------------- | ---------- | ---------- |
| 第1話  | 1998年 4月1日 | 高本宣弘   | 宇都木勇   |
| 第2話  | 4月8日        | 毛利和昭   | 宇都木勇   |
| 第3話  | 4月15日       | 新田義方   | 宇都木勇   |
| 第4話  | 4月22日       | 新田義方   | 堀内英男   |
| 第5話  | 4月29日       | 新田義方   | 飯田悟     |
| 第6話  | 5月6日        | 毛利和昭   | 宇都木勇   |
| 第7話  | 5月13日       | 秦義人     | たかだ悟   |
| 第8話  | 5月20日       | 新田義方   | 服部一郎   |
| 第9話  | 5月27日       | 新田義方   | 宇都木勇   |
| 第10話 | 6月3日        | 佐々木敏子 | 佐々木敏子 |
| 第11話 | 6月10日       | 新田義方   | 宇都木勇   |
| 第12話 | 6月17日       | 新田義方   | 服部桜子   |
| 第13話 | 6月24日       | 新田義方   | 宇都木勇   |
| 第14話 | 7月1日        | 新田義方   | 竹内昭     |
| 第15話 | 7月8日        | 新田義方   | 服部桜子   |
| 第16話 | 7月15日       | 新田義方   | 相坂直紀   |
| 第17話 | 7月22日       | 宇都木勇   | 宇都木勇   |
| 第18話 | 7月29日       | 新田義方   | 石本かおり |
| 第19話 | 8月5日        | 新田義方   | 宇都木勇   |
| 第20話 | 8月12日       | 新田義方   | 服部桜子   |
| 第21話 | 8月19日       | 新田義方   | 宇都木勇   |
| 第22話 | 8月26日       | 新田義方   | 服部桜子   |
| 第23話 | 9月2日        | 新田義方   | 宇都木勇   |
| 第24話 | 9月9日        | 新田義方   | 宇都木勇   |
| 第25話 | 9月16日       | 新田義方   | 阿部和彦   |
| 第26話 | 9月23日       | 新田義方   | 大宅光子   |
| 第27話 | 9月30日       | 新田義方   | 宇都木勇   |

### 関連作品
書籍
- 百やしきれい（作画）『ようこそロードス島へ!』 角川書店〈角川コミックス・エースエクストラ〉、全3巻
  1. 1997年7月01日発売、ISBN 4-04-713190-3
  2. 1998年2月25日発売、ISBN 4-04-713214-4
  3. 1999年5月27日発売、ISBN 4-04-713281-0

TVアニメ
- ロードス島戦記-英雄騎士伝- ビデオ全9巻
- ロードス島戦記-英雄騎士伝- DVD-BOX全2巻

音楽CD
- ようこそロードス島へ!冒険活劇劇中楽曲集 - 劇場版「ようこそロードス島へ!」のサントラCD

## 舞台
舞台版『ロードス島戦記』のタイトルで、2017年1月に紀伊國屋サザンシアターで上演。第1巻「灰色の魔女」がベースとなる舞台作品。作・演出は園田英樹。
キャスト
- パーン：菅谷哲也
- ディードリット：多田愛佳
- エト：ピコ
- スレイン：佐奈宏紀
- ウッド・チャック：汐崎アイル
- ギム：深沢敦
- フィアンナ姫：宮路由佳
- ファーン王：翁長卓
- アシュラム：辻凌志朗
- バグナード：成松慶彦
- ミャーム：大林ちえり
- ファーム：今川宇宙
- チャーム：水希蒼（当時A応P）
- ラーム：今安琴奈
- ターム：桜帆ゆかり
- パーン母親：八坂沙織
- カーラ：月船さらら
- ベルド：長江英和
- モート：こにわ
- フィルマー：田中佳人
- ザムジー：大迫洸太郎
- ジェット：花井祥平（TESSIN）
- ライオット：麻田樹
- ニース：吉見麻美
- ホワイト：橋本真一

スタッフ
- 原作：水野良「新装版『ロードス島戦記　灰色の魔女』」
- 作・演出：園田英樹
- テーマソング歌唱：A応P
  - オープニングテーマ 「風のファンタジア」（OVA版エンディングテーマのカバー曲）
  - 挿入歌 「クロニクルは止まらない」

## アトラクション
WAR→P！ to ロードス島戦記 灰色の魔女のタイトルで、TRPGフェスティバル2018にて公演された。WARPとのコラボレーション企画の体験型アトラクション公演。第1巻「灰色の魔女」がベースとなっている。会場全域を舞台に、俳優演じるNPCから受ける依頼をこなしていく。参加者の行動次第でストーリーが変化する。全6公演。
キャスト
[★] オリジナルNPC、[☆] ゲートキーパー(WAR→P！レギュラーNPC)
- パーン - 森輝弥
- ディードリット - 前枝野乃加
- ウッド・チャック - 渡邊隆義
- ヴァリス王国エルム - 嶋田真
- フレイム王国カシュー - 橋本顕
- マーモ帝国バグナード - 池永英介
- ローヴァー★ - 榎ちひろ
- キーエン★ - 垣雅之
- メルミリカ★ - 手島沙樹
- カーラ - 村田志織
- ネルベル☆ - はぎのりな
- ベルループ☆ - 宮下奈緒

スタッフ
- 企画・総合プロデュース：桜庭未那
- 脚本・演出・クエストデザイン：池永英介
- 構成：属結司
- 音楽：ふる
- 照明：奥村誠志郎
- 音響：ふる
- 衣装協力：ユーキース・エンタテインメント
- 衣装・衣装：細井奈津美
- 舞台監督：嶋田真
- クエストデザイン補佐：高地真吾
- デザイン：nachi
- WEB：exmind Inc. / ZOCK
- 制作：宮下奈緒 / 安保さゆり / 上城友幸
- 主催：株式会社オラクルナイツ

## 関連作品

### カードゲーム
- ロードス島戦記 カードゲームコレクション（1996年1月 / コンプコレクションスペシャル）

### コンピュータゲーム
ロードス島戦記〜灰色の魔女〜（1988年9月 / ハミングバードソフト、Windows 95版はマイクロキャビン）
- PC-88VA版、PC-98版、MSX2版

小説1巻のストーリーだがD&Dルールでの誌上連載と小説1巻を半々ずつベースにしており、カシュー王は登場しない。
2005年10月、プロジェクトEGGで販売。
2023年3月22日、プロジェクトEGGにてMSX2版が再販。
- X68000版、PC-9821版、FM-TOWNS版

2023年5月30日、プロジェクトEGGにてX68000版が販売。
- Windows 95版

ロードス島戦記 福神漬（PC88、PC-98、MSX2）（1990年1月 / ハミングバードソフト）
開発者コメント、4×4パズル、サウンドモード、おまけシナリオなどが収録されたファンディスク。2005年11月、プロジェクトEGGで販売。
ロードス島戦記II〜五色の魔竜〜（1991年12月 / ハミングバードソフト、Windows 95版はマイクロキャビン）
- PC-98版

『I』の続編。小説2-7巻のストーリーだが小ニースは登場せず、その役割はディードリットが担う。小説版にはない「降臨した邪神カーディスとの戦闘」がラストクエストとなっている。
2005年12月、プロジェクトEGGで販売。
2024年8月13日、プロジェクトEGGで再販。
- X68000版、PC-9821版、FM-TOWNS版
- Windows 95版

ロードス島戦記 福神漬2（PC-98）（1992年2月 / ハミングバードソフト）
ファンディスク第二弾。2006年1月、プロジェクトEGGで販売。
ロードス島戦記 福神漬3（PC-98）（1992年8月 / ハミングバードソフト）
ファンディスク第三弾。2006年6月、プロジェクトEGGで販売。
PC-9801ゲームリバイバルコレクション（Windows 98SE, ME, 2000, XP）（2004年4月 / 角川書店 / 編・著：コンプティーク）、ISBN 4-04-707136-6
15本のPC98用ゲームソフトをWindowsで遊べるようエミュに組み入れてCD-ROMに収録。『ロードス島戦記』、『ロードス島戦記II』、『ソード・ワールドPC』などが収録されている。
ロードス島戦記（PCエンジン CD-ROM2・SUPER CD-ROM2両対応）（1992年7月 / ハドソン）
OVA準拠。OVAのオープニングが再現され、声つきで声優もOVA版のものとなっているが、PC版『灰色の魔女』の移植がベース。角川書店より書籍販売の廉価版『ロードス島戦記〔復活〕』も発売されている。
ロードス島戦記2（PCエンジン SUPER CD-ROM2）（1994年12月 / ハドソン）
前作の続編。OVA準拠なのは上とおなじ。PC版『五色の魔竜』の移植がベースとなっている。
ロードス島戦記 英雄戦争（メガCD）（1994年5月 / 販売：セガ / 開発：工画堂スタジオ）
OVA準拠。RPG。
ロードス島戦記（SFC）（1995年12月 / 発売：角川書店 / 開発：ハミングバードソフト）
魔神王との最後の戦いから始まり、その後の歴史を4章仕立てで、記憶をなくしたカーラ、マーモに渡ったベルド、聖騎士隊長ファーン、そして最後にパーンが、章ごとの主人公として小説1巻の終わりまでのストーリーが描かれる。
2022年12月27日よりプロジェクトEGGにて配信開始。
ロードス島戦記 -英雄騎士伝- GB（GB&GBC共通）（1998年12月11日 / 発売：トミー）
キャラクターカードを利用したバトルシステムのゲーム。特典としてカードが付属。
ロードス島戦記 邪神降臨（DC）（2000年6月 / 発売：角川書店 / 開発：ESP、ネバーランドカンパニー）
若き姿で記憶をなくして復活した赤毛の剣士が邪神戦争の中で戦う。レイリア本人も登場するが、カーラもレイリアの姿で登場する。
システムは3DのアクションRPG。
ロードス島戦記 -伝説の継承者-（Pmang）（2012年12月 - 2014年3月 / 開発：ゲームオン）
3Dダンジョンでの探索とカードバトルを組み合わせたブラウザゲームのRPG作品。2014年3月5日をもってサービス終了となった。
ロードス島戦記 -伝説の継承者-（Yahoo! Mobage）（2013年1月 - 2014年3月 / 開発：ゲームオン）
同上。
ロードス島戦記 -伝説の継承者-（mixi）（2013年4月 - 2014年3月 / 開発：ゲームオン）
同上。
ロードス島戦記オンライン（Pmang）（2016年2月 - 2024年10月/ 開発：ゲームオン）
MMORPG。担当声優はバーン役が寺島拓篤、ディードリット役が遠藤綾、エト役が阪口大助、ギム役が稲葉実、ウッド・チャック役が平田広明、スレイン役が杉田智和、カーラ役が井上喜久子、アシュラム役が高橋広樹となっている。
ロードス島戦記 -ディードリット・イン・ワンダーラビリンス-（Steam）（2020年3月 / 開発：Team Ladybug、Why so serious?（PLAYISM、ワイソーシリアス））
2D探索型アクションゲーム。ステージ1のみプレイできるアーリーアクセス版として先に発売され、ステージ6までのフルリリースが順にアップデートされる。対応言語は日本語・英語・簡体字。
ロードス島戦記 -ディードリット・イン・ワンダーラビリンス-（Nintendo Switch/PS4/PS5/Xbox Series X/S/Xbox One/Microsoft Store）（2021年12月 / 開発：Team Ladybug、WSS playground（PLAYISM、ワイソーシリアス））
上記の移植版。同時発売につきまとめて記載するが、各ダウンロード版と、Nintendo Switch/PS4/PS5ではパッケージ版を発売。対応言語が増え、日本語・英語・簡体字・繁体字・韓国語・スペイン語・ドイツ語・イタリア語・フランス語・ブラジルポルトガル語・ロシア語に対応。

### ラジオドラマ（ラジメーション）
文化放送とラジオ大阪にて全16回の放送。「風と炎の魔神」はOVA2作目となる企画があったが、ペンディングとなっている。台本等が付いたCDシネマ版と、「炎を継ぐ少女」（著：水野良）が収録された書籍扱いのCDブック版がある。
番組放送時には前半がパーソナリティ・ゲストによるトーク、後半はドラマパートという形式だった。パーソナリティは石田彰、桑田貴子。ゲストはドラマパートの出演陣（冬馬由美、中村尚子ら）。
- ロードス島戦記 風と炎の魔神 1 砂漠の王国
- ロードス島戦記 風と炎の魔神 2 ナルディアの苦悩
- ロードス島戦記 風と炎の魔神 3 アラニアの賢者
- ロードス島戦記 風と炎の魔神 4 そして、解放されるもの

| 文化放送 金曜25:00-25:30枠                                  | 文化放送 金曜25:00-25:30枠                                     | 文化放送 金曜25:00-25:30枠                   |
| 前番組                                                      | 番組名                                                         | 次番組                                       |
| ----------------------------------------------------------- | -------------------------------------------------------------- | -------------------------------------------- |
| あかほりさとる劇場 爆れつハンター （1994年4月15日-10月7日） | ロードス島戦記〜風と炎の魔神〜 （1994年10月14日-1995年4月7日） | エメラルドドラゴン （1995年4月14日-10月6日） |

### カセットブック
カセットテープ版と、CD版がある。1 - 3は書き下ろしのオリジナル脚本。1 - 5のCD版とアレンジサントラを併せた「スペシャルパッケージ」もある。
- ロードス島戦記 カセットブック 幻惑の魔石 - 小説1巻のオリジナル・サイドストーリー
- ロードス島戦記 カセットブック2 宿命の魔術師 - 小説3巻のオリジナル・サイドストーリー
- ロードス島戦記 カセットブック3 魔獣の森 - 小説3巻のオリジナル・サイドストーリーで、アラニアの魔術師、魔獣使いエレーナのエピソード
- ロードス島戦記 カセットブック4 妖精界からの旅人 - 「ハイエルフの森」のストーリー
- ロードス島戦記 カセットブック5 …開かれた森 - 「ハイエルフの森」のストーリー
- ロードス島戦記 カセットブック6 復讐の霧 - 「ハイエルフの森」のストーリー

### Audible
新装版をベースに、高橋研二と〆野潤子による朗読で、2018年よりAudibleから、順次データ配信でオーディオブック化されている。

### 音楽CD
- アレンジ・サウンド ロードス島戦記〜灰色の魔女〜（1989年4月21日 / ビクター音楽産業）
- アレンジ・サウンド ロードス島戦記II〜五色の魔竜〜（1992年3月27日 / ビクター音楽産業） - 数曲を1トラックずつにまとめた形のアレンジアルバム
- ロードスクロニクル サウンドトラックス （キングレコード）
  - 発売中止になったWindows用ゲームソフト『ロードスクロニクル ロードス島戦記III』のオリジナルサウンドトラック。1999年4月2日にはマスタリングを終え、CDアルバムは制作完了して5月28日に発売予定だった。
- ロードスクロニクル ファーストカット （1999年3月 / キングレコード）
  - 『ロードスクロニクル サウンドトラックス』から3曲をアレンジしたシングルCD。東京ゲームショウ'99春のキングレコードのブースで、『ロードスクロニクル ロードス島戦記III』の主題歌のライブが「ジェンダワヤン（Genderwayann）」（浜野宏子（ワヤン）と遠藤雅章のユニット ）によって3日間に10回行われ、抽選配布された。
- Name the Sky ソラノナマエ （2001年2月28日 / グリーンエナジー）
  - ジェンダワヤンの2ndアルバム。「Soul Crystal Ball <魂の水晶球> 」などの、発売中止になったWindows用ゲームソフト『ロードスクロニクル ロードス島戦記III』の楽曲のアレンジ曲を収録。
- raira ライラ 新千夜一夜物語 （2002年6月26日 / キングレコード）
  - ジェンダワヤンの3rdアルバム。発売中止になったWindows用ゲームソフト『ロードスクロニクル ロードス島戦記III』の楽曲のアレンジ曲を収録。
- ロードス島戦記 オリジナルサウンドトラック （1996年1月 / ビクター音楽産業） - スーパーファミコン版ゲームソフトのサントラ
- ロードス島戦記 風と炎の魔神 オリジナル・サウンドトラック - ラジオドラマのサントラ
- ロードス島戦記 吟遊詩人の記憶 - カセットブックのアレンジ・サウンドトラック